# Civilização maia
Os maias foram uma civilização mesoamericana desenvolvida pelos povos maias e conhecida pelo seu logossilabário — o mais sofisticado e desenvolvido sistema de escrita da América pré-colombiana — bem como por sua arte, arquitetura, matemática, calendário e sistema astronômico. A civilização maia se desenvolveu em uma área que abrange o sudeste do México, toda a Guatemala e Belize e as partes ocidentais de Honduras e El Salvador. Essa região consiste nas planícies do norte, que abrangem a Península de Iucatã, e as montanhas da Sierra Madre, que partem do estado mexicano de Chiapas, atravessam o sul da Guatemala e seguem para El Salvador e as planícies do sul da planície litoral do Pacífico. O termo abrangente "maia" é um termo coletivo moderno que se refere aos povos da região; no entanto, o termo não era usado pelas próprias populações indígenas, pois nunca houve um senso comum de identidade ou unidade política entre essas populações distintas.
O período arcaico, antes de 2 000 a.C., viu os primeiros desenvolvimentos na agricultura e nas aldeias mais antigas. O período pré-clássico (2000 a.C.–250 d.C.) viu o estabelecimento das primeiras sociedades complexas na região maia e o cultivo das culturas básicas da dieta maia, como milho, feijão, abóboras e pimenta chili. As primeiras cidades maias se desenvolveram por volta de 750 a.C. A partir do ano 500 a.C. essas cidades passaram a possuir arquitetura monumental, como grandes templos com elaboradas fachadas de estuque. A escrita hieroglífica já estava sendo usada na região maia no século III a.C.. No período pré-clássico tardio, várias grandes cidades se desenvolveram na Bacia de Petén, sendo que a cidade de Kaminaljuyú ganhou destaque nas terras altas da Guatemala. A partir do ano 250 a.C., o período clássico é amplamente definido como quando os maias estavam erguendo monumentos esculpidos com datas de contagem longa. Nesse período, a civilização maia desenvolveu muitas cidades-Estado ligadas por uma complexa rede comercial. Nas planícies maias, as cidades de Tikal e Calakmul, tornaram-se poderosas e duas grandes rivais. No período clássico também houve a intervenção intrusiva da cidade de Teotihuacan, no México central, na política dinástica maia. No século VIII, houve um colapso político generalizado na região central dos maias, resultando em guerra internacional, abandono de cidades e mudança de população para o norte. O período pós-clássico viu a ascensão de Chichén Itzá, no norte, e a expansão do agressivo reino Quiché, nas terras altas da Guatemala. No século XVI, o Império Espanhol colonizou a região mesoamericana e uma longa série de campanhas viu a queda de Nojpetén, a última cidade maia, em 1697.
O domínio político durante o período clássico estava centrado no conceito do "rei divino", que agia como mediador entre os mortais e o reino sobrenatural. O reinado era patrilinear e o poder normalmente era  herdado pelo filho mais velho. Também se esperava que um possível rei fosse um líder bem-sucedido em guerras. A política maia era dominada por um sistema fechado de patrocínio, embora a composição política exata de um reino variasse em cada cidade-Estado. No final da era clássica, a aristocracia havia aumentado bastante, resultando na redução correspondente no poder exclusivo do rei divino. A civilização maia desenvolveu formas de arte altamente sofisticadas e as criou usando materiais perecíveis e não perecíveis, como madeira, jade, obsidiana, cerâmica, monumentos de pedra esculpida, estuque e murais finamente pintados.
As cidades maias tendiam a se expandir aleatoriamente e o centro delas era ocupado por complexos administrativos e cerimoniais, cercados por uma expansão irregular de bairros residenciais. Diferentes partes de uma cidade eram frequentemente ligadas pelos sacbés (ou "caminhos brancos"). A principal arquitetura da cidade consistia em palácios, templos-pirâmides, quadras cerimoniais e estruturas alinhadas para observação astronômica. A elite maia era alfabetizada e desenvolveu um sistema complexo de escrita hieroglífica que era a mais avançada nas Américas pré-colombianas. Os maias registraram sua história e conhecimento ritual em livros de tela, dos quais apenas três exemplos incontestados permanecem, sendo que o restante foi destruído pelos espanhóis. Também existem muitos exemplos de texto maia encontrados em estelas e cerâmicas. Os maias desenvolveram uma série altamente complexa de calendários rituais interligados e empregaram matemática que incluía uma das primeiras instâncias do zero no mundo. Como parte de sua religião, os maias praticavam sacrifícios humanos.

## Etimologia
"Maia" é um termo moderno usado para se referir coletivamente aos vários povos que habitavam esta área. Eles não se autodenominavam "Maia" e não tinham um senso de identidade comum ou unidade política.

## Mesoamérica

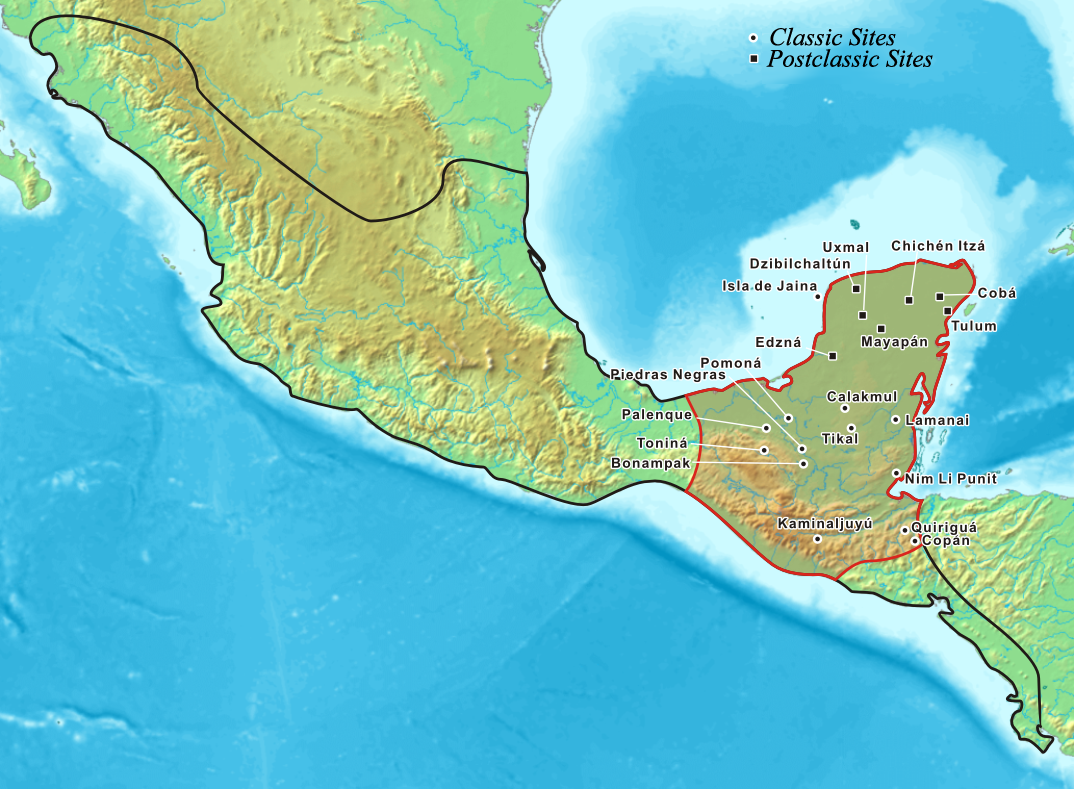
A área maia na Mesoamérica

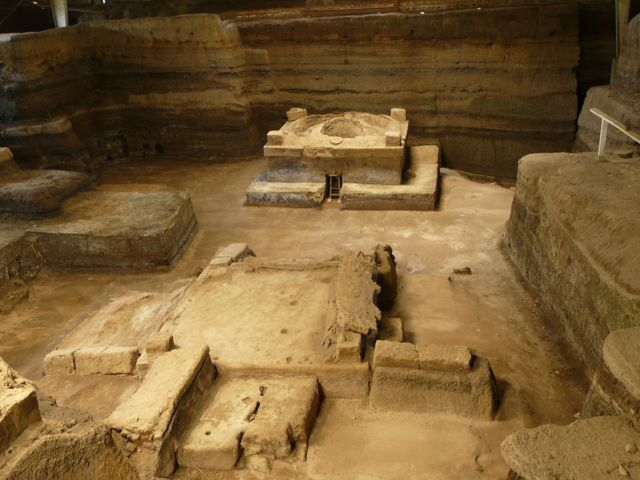
Ruínas de Joya de Ceren, um assentamento da era clássica em El Salvador enterrado sob cinzas vulcânicas por volta de. Sua preservação ajudou muito no estudo da vida cotidiana de uma comunidade agrícola maia.

A civilização maia se desenvolveu na região maia, dentro da área cultural mesoamericana, que abrange uma região que se espalha do norte ao sul do México, na América Central. A Mesoamérica foi um dos seis berços da civilização em todo o mundo. A área mesoamericana foi palco de uma série de desenvolvimentos culturais que incluíam sociedades complexas, agricultura, cidades, arquitetura monumental, escrita e sistemas de calendário. O conjunto de traços compartilhados pelas culturas mesoamericanas também incluía conhecimento astronômico, sangria e sacrifício humano, além de uma cosmovisão de quatro divisões alinhadas com as direções cardeais, cada uma com atributos diferentes, e uma divisão tríplice do mundo: reino celestial, terrestre e submundo.
Em 6 000 a.C., os primeiros habitantes da Mesoamérica estavam experimentando com a domesticação de plantas, um processo que acabou levando ao estabelecimento de sociedades agrícolas sedentárias. O clima diversificado permitiu uma grande variação nas culturas disponíveis, mas todas as regiões da Mesoamérica cultivaram milho, feijão e abóboras. Todas as culturas mesoamericanas usavam as tecnologias pré-históricas; depois do ano 1000 o cobre, a prata e o ouro passaram a ser trabalhados. A Mesoamérica carecia de animais de tração, não usava a roda e possuía poucos animais domesticados; o principal meio de transporte era a pé ou de canoa. Os mesoamericanos viam o mundo como hostil e governado por divindades imprevisíveis. O ritual do jogo de bola mesoamericano era amplamente praticado. A região era linguisticamente diversa, sendo que a maioria dos idiomas pertencia a um pequeno número de famílias — as principais são maias, mixe-zoqueanas, otomangues e uto-astecas; também há várias famílias menores e isoladas. A área linguística mesoamericana compartilha uma série de características importantes, incluindo empréstimos generalizados e uso de um sistema de numeração vigesimal.
O território dos maias cobria um terço da Mesoamérica e os maias estavam engajados em um relacionamento dinâmico com culturas vizinhas, que incluíam olmecas, mixtecas, teotihuacanos, astecas e outros. Durante o início do período clássico, as cidades maias de Tikal e Kaminaljuyu eram os principais focos maias em uma rede que se estendia até as terras altas do centro do México. Por volta da mesma época, havia uma forte presença maia no complexo de Totitla em Teotihuacan. Séculos depois, durante o século IX d.C., os murais de Cacaxtla, outro local no planalto central do México, foram pintados em estilo maia. Isso pode ter sido um esforço para se alinhar com a ainda poderosa área maia após o colapso de Teotihuacan e a subsequente fragmentação política nas terras altas do México ou uma tentativa de expressar uma origem maia distante dos habitantes. A cidade maia de Chichén Itzá e a distante capital tolteca de Tula tinham um relacionamento especialmente próximo.

## Geografia

Mapa da região maia

A civilização maia ocupava um amplo território que incluía o sudeste do México e o norte da América Central. Esta área incluía toda a Península de Iucatã e todo o território agora incorporado aos países modernos da Guatemala e Belize, bem como as partes ocidentais de Honduras e El Salvador. A maior parte da península é formada por uma vasta planície com poucas colinas ou montanhas e um litoral geralmente de baixo relevo.
A região de Petén consiste em uma planície calcária densamente arborizada; uma cadeia de catorze lagos atravessa a bacia de drenagem central de Petén. Ao sul, a planície se eleva gradualmente em direção ao planalto guatemalteco. Uma floresta densa cobre o norte de Petén e Belize, a maior parte de Quintana Roo, o sul de Campeche e uma parte do sul do estado de Iucatã. Mais ao norte, a vegetação se torna uma floresta mais baixa, consistindo em matagal denso.
A zona litorânea de Soconusco fica ao sul da Sierra Madre de Chiapas e consiste em uma planície costeira estreita no sopé da serra. As terras altas maias se estendem a leste de Chiapas até a Guatemala, atingindo o ponto mais alto da Serra de los Cuchumatanes. Os principais centros populacionais pré-colombianos das terras altas estavam localizados nos maiores vales das terras altas, como o vale da Guatemala e o vale Quetzaltenango. Nas terras altas do sul, uma faixa de cones vulcânicos corre paralela à costa do Pacífico. As terras altas se estendem para o norte em Verapaz e descem gradualmente para o leste.

## História
A história da civilização maia é dividida em três períodos principais: os períodos pré-clássico, clássico e pós-clássico. Estes foram precedidos pelo período arcaico, durante o qual surgiram as primeiras aldeias e os primeiros desenvolvimentos na agricultura. Os estudiosos modernos consideram esses períodos como divisões arbitrárias da cronologia maia, ao invés de indicativos de evolução ou declínio cultural. Sendo assim, as definições das datas de início e término dos períodos podem variar em até um século, dependendo do autor.
| Período            | Divisão              | Divisão                     | datas             |
| ------------------ | -------------------- | --------------------------- | ----------------- |
| Arcaico            | Arcaico              | Arcaico                     | (8000–2000 a.C.)  |
| Pré-clássico       | Pré-clássico inicial | Pré-clássico inicial        | (2000–1000 a.C.)  |
| Pré-clássico       | Pré-clássico médio   | Pré-clássico médio inicial  | (1000–600 a.C.)   |
| Pré-clássico       | Pré-clássico médio   | Pré-clássico médio tardio   | (600–350 a.C.)    |
| Pré-clássico       | Pré-clássico tardio  | Pré-clássico tardio inicial | (350 a.C.–1 d.C.) |
| Pré-clássico       | Pré-clássico tardio  | Pré-clássico tardio tardio  | (1–59)            |
| Pré-clássico       | Pré-clássico tardio  | Pré-clássico tardio final   | (159–250)         |
| Clássico           | Clássico inicial     | Clássico inicial            | (250–550)         |
| Clássico           | Clássico tardio      | Clássico tardio             | (550–830)         |
| Clássico           | Clássico final       | Clássico final              | (830–950)         |
| Pós-clássico       | Pós-clássico inicial | Pós-clássico inicial        | (950–1200)        |
| Pós-clássico       | Pós-clássico tardio  | Pós-clássico tardio         | (1200–1539)       |
| Período de contato | Período de contato   | Período de contato          | (1511–1697)       |

### Período pré-clássico(2000 a.C.–250 d.C.)
Os maias desenvolveram sua primeira civilização no período pré-clássico. Os estudiosos continuam a discutir quando esta era da civilização maia começou. A ocupação maia em Cuello (atual Belize) foi datada de carbono por volta de 2 600 a.C. Os assentamentos foram estabelecidos por volta de 1 800 a.C. na região de Soconusco, na costa do Pacífico, e os maias já estavam cultivando as principais culturas de milho, feijão, abóbora e pimenta. Este período foi caracterizado por comunidades sedentárias e pela introdução de estatuetas de barro e cerâmica.
Uma pesquisa feita com LIDAR no local recém-descoberto de Aguada Fénix em Tabasco, no México, revelou grandes estruturas de um local cerimonial datado de 1 000 a.C. a 800 a.C.. O relatório de 2020 da pesquisa, publicado na revista Nature, sugere seu uso como uma observação cerimonial dos solstícios de inverno e verão, com festividades associadas e encontros sociais.
Durante o período pré-clássico médio, pequenas aldeias começaram a crescer até formar cidades. Nakbe, no departamento de Petén, na Guatemala, é a primeira cidade bem documentada nas planícies maias onde grandes estruturas foram datadas por volta de 750 a.C.. As planícies do norte de Iucatã foram amplamente colonizadas durante o pré-clássico médio. Por volta de 400 a.C., os primeiros governantes maias começaram a levantar estelas. Uma escrita desenvolvida já estava sendo usada em Petén no século III a.C.. No período pré-clássico tardio, a enorme cidade de El Mirador cresceu até cobrir cerca de 16 quilômetros quadrados. Embora não fosse tão grande, Tikal já era uma cidade significativa por volta de 350 a.C..
Nas terras altas, Kaminaljuyú emergiu como um centro urbano principal no final  do pré-clássico. Takalik Abaj e Chocolá eram duas das cidades mais importantes da planície costeira do Pacífico e Komchen cresceu e se tornou um local importante no norte de Iucatã. A florescência cultural pré-clássica tardia entrou em colapso no século I d.C. e muitas das grandes cidades maias da época foram abandonadas; a causa desse colapso é desconhecida.

### Período clássico(250–900)

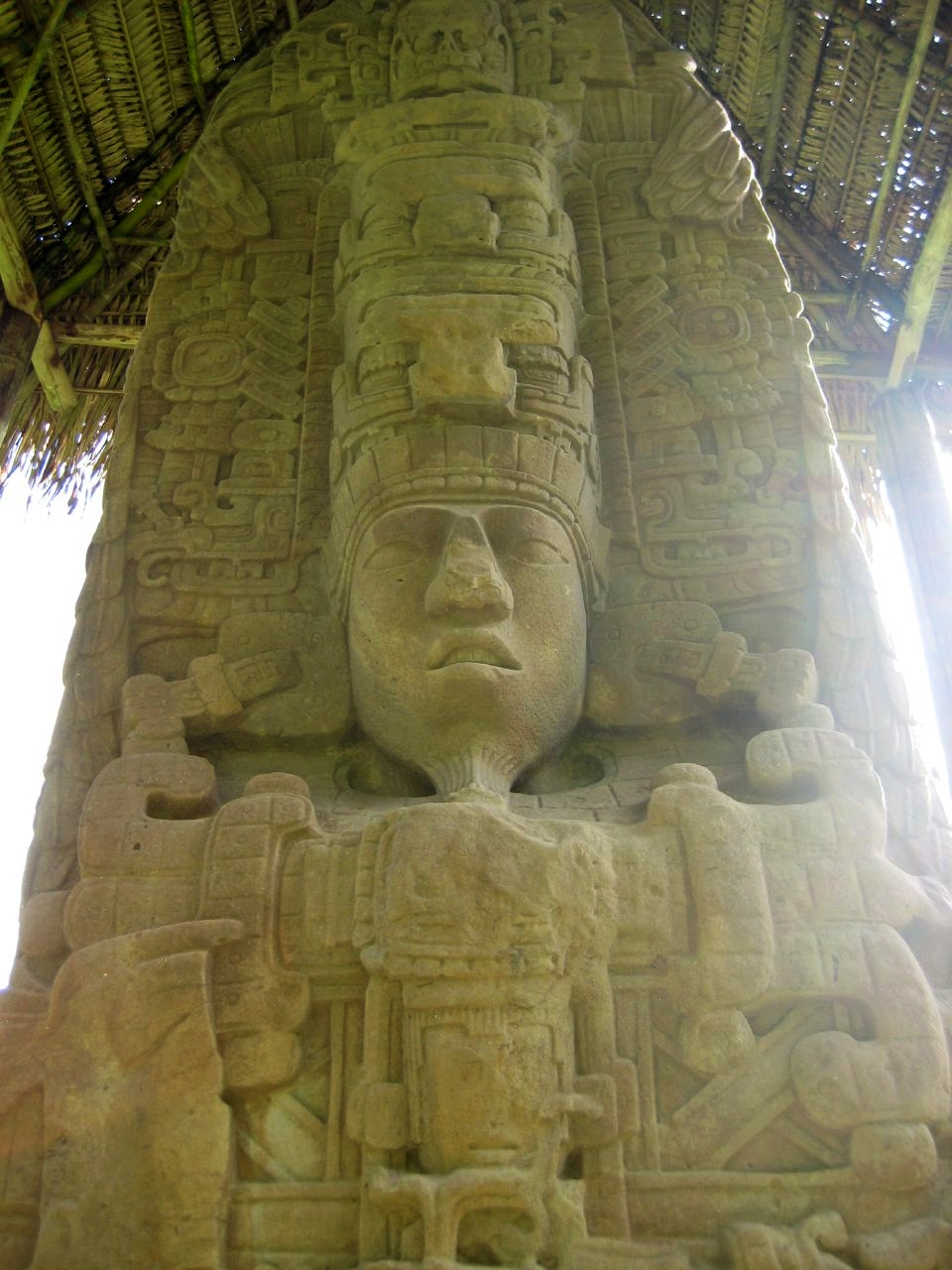
Estela D de Quiriguá, representando o rei Kʼakʼ Tiliw Chan Yopaat

O período clássico é amplamente definido como o período durante o qual os maias da planície levantaram monumentos datados usando o calendário de contagem longa. Esse período marcou o pico da construção e do urbanismo em larga escala e a gravação de inscrições monumentais, além de significativo desenvolvimento intelectual e artístico, particularmente nas regiões das terras baixas do sul. O cenário político maia do período clássico foi comparado ao da Itália renascentista ou da Grécia Clássica, com várias cidades-Estado envolvidas em uma complexa rede de alianças e inimizades. As maiores cidades tinham populações entre 50 mil e 120 mil habitantes e estavam ligadas a redes de locais subsidiários.
Durante o início do período clássico, cidades em toda a região maia foram influenciadas pela grande metrópole de Teotihuacan, no distante vale do México. Em 378 d.C., Teotihuacan interveio decisivamente em Tikal e em outras cidades próximas, depôs seus governantes e instalou uma nova dinastia. Essa intervenção foi liderada por Siyaj Kʼak' ("Nascido do Fogo"), que chegou a Tikal no início de 378. O rei de Tikal, Chak Tok Ichʼaak I, morreu no mesmo dia, o que sugere que houve violência. Um ano depois, Siyaj Kʼak' supervisionou a instalação de um novo rei, Yax Nuun Ahiin I. A instalação da nova dinastia levou a um período de domínio político, quando Tikal se tornou a cidade mais poderosa das planícies centrais.
A grande rival de Tikal era Calakmul, outra cidade poderosa na bacia de Petén. Tikal e Calakmul desenvolveram extensos sistemas de aliados e vassalos; as cidades menores que entravam em uma dessas redes de influência ganhavam prestígio por sua associação com a cidade principal e mantinham relações pacíficas com outros membros da mesma rede. Tikal e Calakmul se engajaram na manobra de suas redes de alianças. Em vários pontos do período clássico, uma ou outra dessas duas potências obteria uma vitória estratégica sobre sua grande rival, resultando em períodos de florescência e declínio, respectivamente.

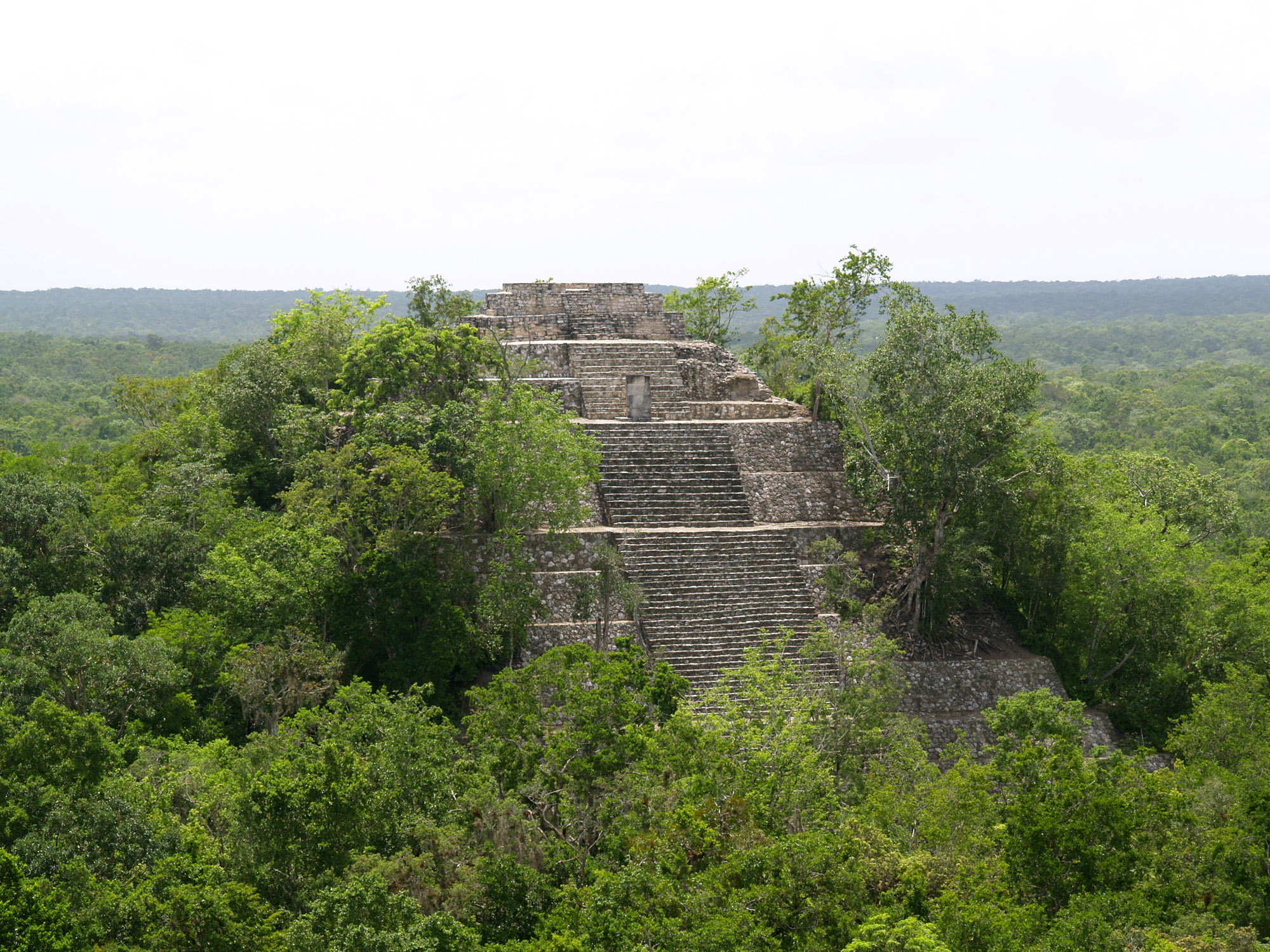
Calakmul foi uma das cidades mais importantes do período clássico

Em 629, Bʼalaj Chan Kʼawiil, filho do então rei de Tikal, Kʼinich Muwaan Jol II, foi enviado para fundar uma nova cidade em Dos Pilas, na região de Petexbatún, aparentemente como um posto avançado para estender o poder de Tikal além do alcance de Calakmul. Nas duas décadas seguintes, ele lutou lealmente por seu irmão e senhor em Tikal. Em 648, o rei Yuknoom Chʼeen II de Calakmul capturou Balaj Chan Kʼawiil. Yuknoom Chʼeen II, em seguida, restabeleceu Balaj Chan Kʼawiil no trono de Dos Pilas como seu vassalo. Depois disso, ele serviu como um aliado leal de Calakmul.
No sudeste, Copán era a cidade mais importante. Sua dinastia do período clássico foi fundada em 426 por Kʼinich Yax Kʼuk 'Mo'. O novo rei tinha fortes laços com o centro de Petén e Teotihuacan. Copán alcançou o auge de seu desenvolvimento cultural e artístico durante o governo de Uaxaclajuun Ubʼaah Kʼawiil, que governou de 695 a 738. Seu reinado terminou catastroficamente quando ele foi capturado por seu vassalo, o rei Kʼak 'Tiliw Chan Yopaat, de Quiriguá. O senhor capturado de Copán foi levado de volta a Quiriguá e decapitado em um ritual público. É provável que esse golpe tenha sido apoiado por Calakmul, a fim de enfraquecer um poderoso aliado de Tikal. Palenque e Yaxchilan foram as cidades mais poderosas da região de Usumacinta. Nas terras altas, Kaminaljuyú, no vale da Guatemala, já era uma cidade em expansão por volta do ano 300. No norte da área maia, Cobá era a capital mais importante.

#### Colapso maia clássico

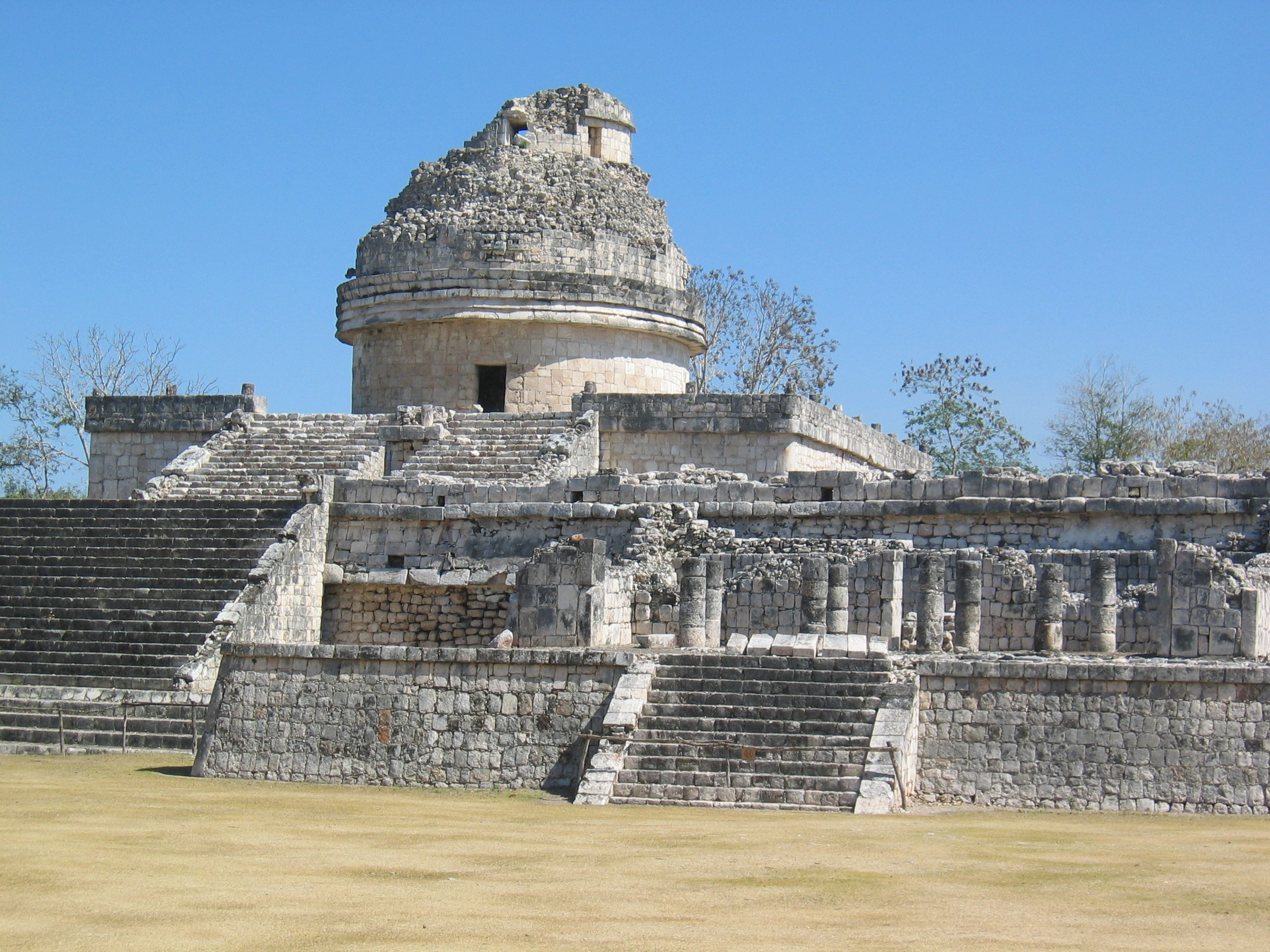
Chichén Itzá era a cidade mais importante da região maia do norte

Durante o século IX d.C., a região central dos maias sofreu um grande colapso político, marcado pelo abandono das cidades, o fim de dinastias e uma mudança de atividade para a parte norte da região. Nenhuma teoria aceita universalmente explica esse colapso, mas provavelmente houve uma combinação de causas, como guerras endêmicas e superpopulação, o que resultou em grave degradação ambiental e secas. Durante esse período, conhecido como clássico tardio, as cidades do norte, Chichén Itzá e Uxmal, apresentaram um aumento de atividade. As principais cidades da península de Iucatã, no norte, continuaram a ser habitadas muito tempo depois que as cidades das planícies do sul deixaram de erguer monumentos.
A organização social clássica maia era baseada na autoridade ritual do governante e não no controle central do comércio e da distribuição de alimentos. Esse modelo de governo estava mal estruturado para responder às mudanças sociais e ecológicas, porque as ações do governante eram limitadas pela tradição a atividades como construção, ritual e guerra. Isso serviu apenas para exacerbar problemas sistêmicos. Nos séculos IX e X, esse sistema de governo entrou em colapso. No norte de Iucatã, o domínio individual foi substituído por um conselho governante formado a partir de linhagens de elite. No sul de Iucatã e no centro de Petén, os reinos declinaram; no oeste de Petén e em algumas outras áreas, as mudanças foram catastróficas e resultaram no rápido despovoamento das cidades. Dentro de algumas gerações, grandes áreas do centro da região maia foram praticamente abandonadas. As capitais e suas cidades secundárias foram abandonadas em um período de 50 a 100 anos. Uma a uma, as cidades pararam de esculpir monumentos antigos; a última data de contagem longa foi inscrita em Toniná em 909. As estelas não eram mais criadas e os invasores se mudaram para os palácios reais abandonados. As rotas comerciais mesoamericanas também mudaram e passaram a contornar Petén.

### Período pós-clássico(950–1539)

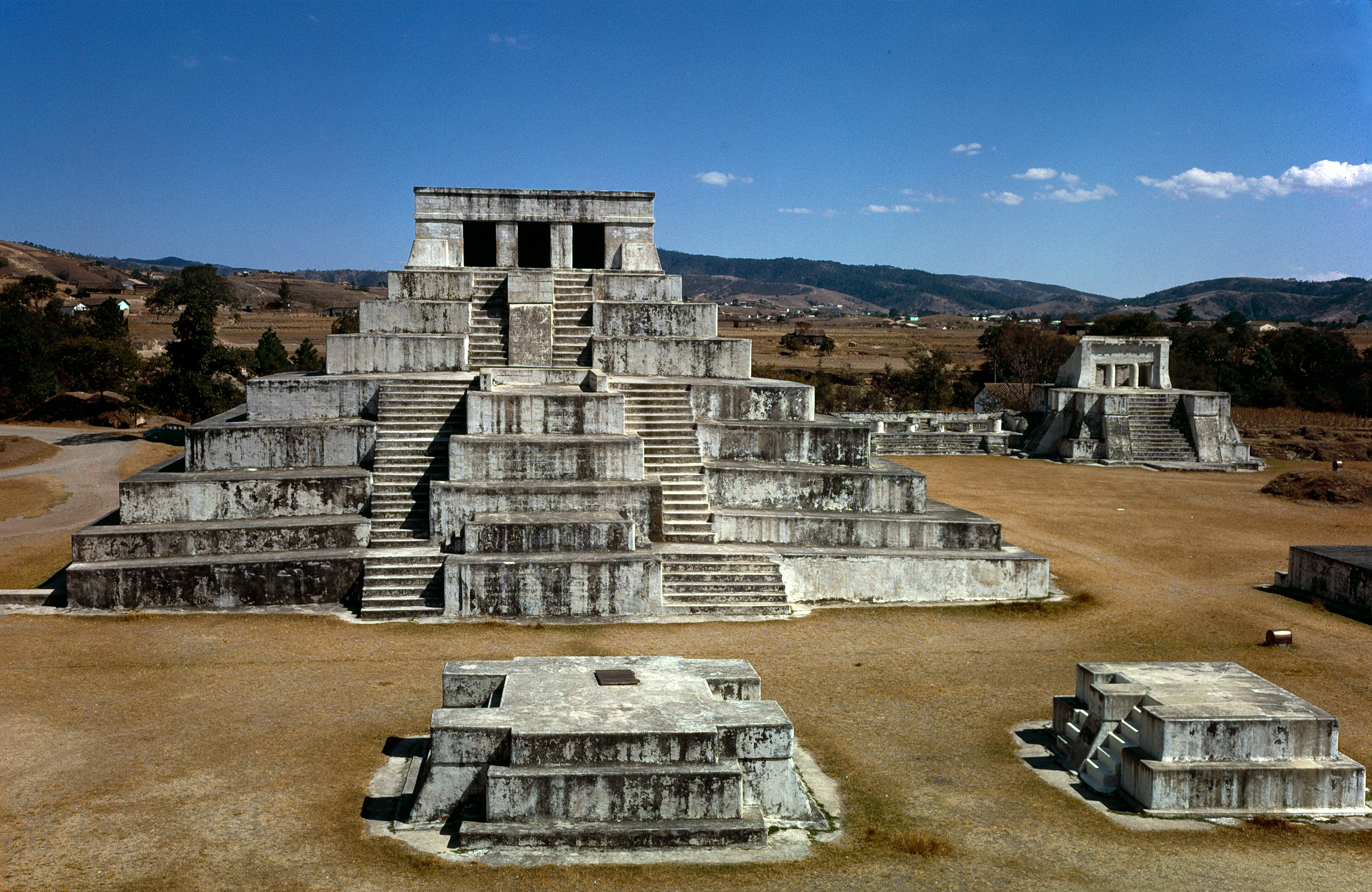
Zaculeu era a capital do reino pós-clássico Mame nas terras altas da Guatemala

Embora muito reduzida, uma presença maia significativa permaneceu no período pós-clássico após o abandono das principais cidades do período clássico; a população estava particularmente concentrada perto de fontes de água permanentes. Ao contrário dos ciclos anteriores de contração na região maia, as terras abandonadas não foram rapidamente reassentadas no pós-clássico. A atividade mudou para as planícies do norte e as terras altas dos maias; isso pode ter envolvido a migração das planícies do sul, porque muitos grupos maias pós-clássicos tinham mitos sobre a migração. Chichén Itzá e seus vizinhos da região de Puuc diminuíram drasticamente no século XI e isso pode representar o episódio final do colapso do período clássico. Após o declínio de Chichén Itzá, a região maia não possuía poder dominante até a ascensão da cidade de Mayapan no século XII. Novas cidades surgiram perto das costas do Caribe e do Golfo e novas redes comerciais foram formadas.
O período pós-clássico foi marcado por alterações em relação ao período clássico anterior. A outrora grande cidade de Kaminaljuyu, no vale da Guatemala, foi abandonada após uma ocupação contínua de quase dois mil anos. Nas terras altas e na costa do Pacífico, as cidades ocupadas em locais expostos foram realocadas, aparentemente devido a uma proliferação de conflitos. As cidades passaram a ocupar locais de morros, mais fáceis de defender, cercados por ravinas profundas, com defesas de valas e muralhas às vezes complementando a proteção oferecida pelo terreno natural. Uma das cidades mais importantes das terras altas da Guatemala naquela época era Qʼumarkaj, a capital do agressivo reino Quiché. O governo dos Estados maias, de Iucatã ao planalto guatemalteco, costumava ser organizado em conjunto por um conselho. No entanto, na prática, um membro do conselho poderia atuar como governante supremo, enquanto os outros membros o serviam como conselheiros.

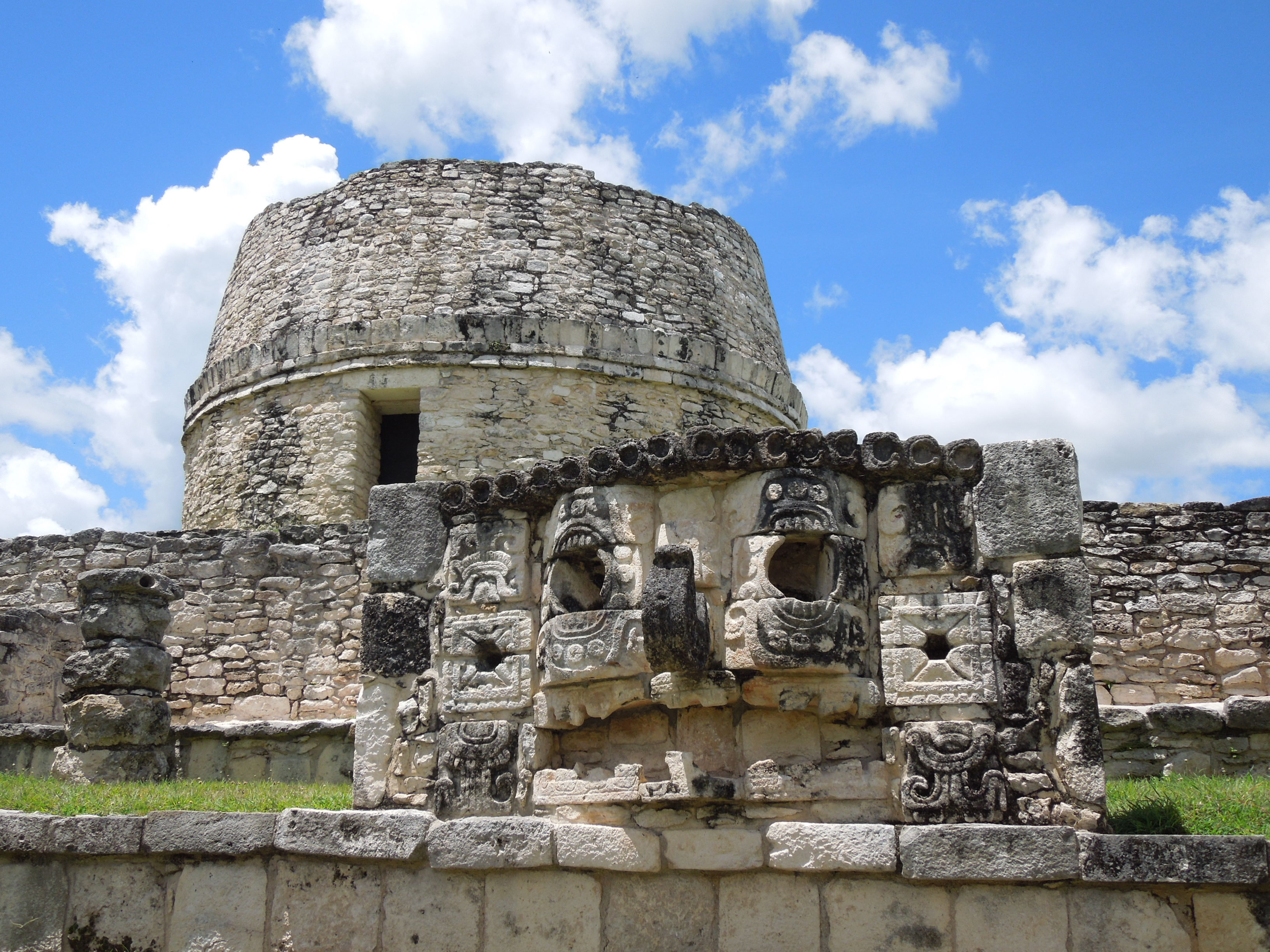
Mayapan era uma importante cidade pós-clássica no norte da península de Iucatã

A cidade de Mayapan foi abandonada por volta de 1448, após um período de turbulência política, social e ambiental que, de várias maneiras, ecoou o colapso do período clássico na parte sul da região maia. O abandono da cidade foi seguido por um período prolongado de guerra, doenças e desastres naturais na Península de Iucatã, que terminou pouco antes do contato com os espanhóis em 1511. Mesmo sem uma capital regional dominante, os primeiros exploradores espanhóis relataram cidades costeiras ricas e mercados prósperos.
Durante o pós-clássico tardio, a península foi dividida em várias províncias independentes que compartilhavam uma cultura comum, mas variavam na organização sociopolítica interna. Na véspera da conquista espanhola, as terras altas da Guatemala foram dominadas por vários poderosos Estados maias. Os quichés haviam conquistado um pequeno império cobrindo grande parte das terras altas da Guatemala ocidental e da planície costeira do Pacífico. Contudo, nas décadas anteriores à invasão espanhola, o reino Caqchiquel vinha corroendo constantemente o reino dos quichés.

### Período de contato e conquista espanhola(1511–1697)

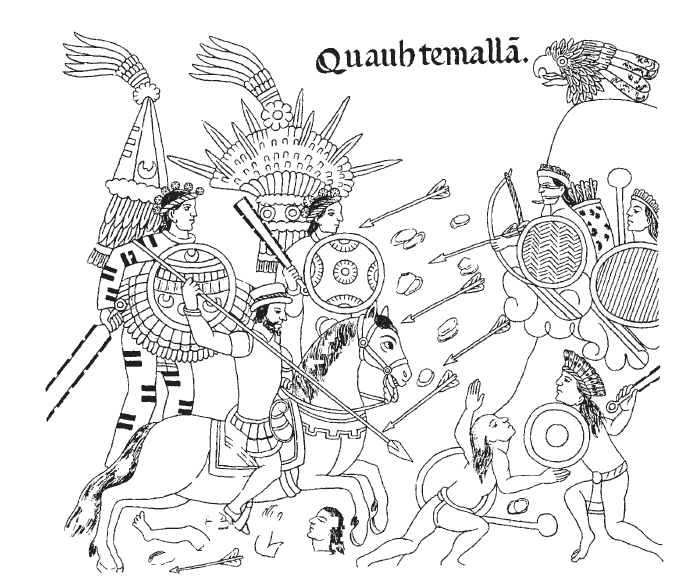
Página do Lienzo de Tlaxcala mostrando a conquista espanhola de Iximche, conhecida como Cuahtemallan na língua náuatle

Em 1511, uma caravela espanhola foi destruída no Caribe e cerca de uma dúzia de sobreviventes chegaram à costa de Iucatã. Eles foram capturados por um senhor maia e a maioria foi sacrificada, embora dois tenham conseguido escapar. De 1517 a 1519, três expedições espanholas separadas exploraram a costa de Iucatã e se envolveram em várias batalhas com os habitantes maias.
Depois que a capital asteca Tenochtitlán caiu para os espanhóis em 1521, Hernán Cortés despachou Pedro de Alvarado para a Guatemala com 180 membros da cavalarias, 300 da infantaria, quatro canhões e milhares de guerreiros aliados do México central; eles chegaram a Soconusco em 1523. A capital dos quichés, Qʼumarkaj, caiu para Alvarado em 1524.
Logo depois, os espanhóis foram convidados como aliados para Iximché, a capital dos maias kaqchikel. As boas relações não duraram, devido às excessivas demandas espanholas de ouro como tributo, e a cidade foi abandonada alguns meses depois. Isso foi seguido pela queda de Zaculeu, a capital dos maias mames, em 1525.
Francisco de Montejo e seu filho, Francisco de Montejo, o Jovem, lançaram uma longa série de campanhas contra os Estados da península de Iucatã em 1527 e finalmente completaram a conquista da porção norte da península em 1546. Isso deixou apenas os reinos maias da bacia de Petén independentes. Em 1697, Martín de Ursúa lançou um ataque à capital dos itzás, Tayasal, e a última cidade maia independente caiu para o domínio espanhol.

### Persistência da cultura maia
A conquista espanhola retirou a maioria das características definidoras da civilização maia. No entanto, muitas aldeias maias permaneceram distantes da autoridade colonial espanhola e, na maior parte, continuaram a administrar seus próprios assuntos. As comunidades maias e a família nuclear mantiveram sua vida cotidiana tradicional. A dieta mesoamericana básica de milho e feijão continuou, embora a produção agrícola tenha sido melhorada com a introdução de ferramentas de aço. O artesanato tradicional, como tecelagem, cerâmica e cestaria, continuou a ser praticado. Os mercados comunitários e o comércio de produtos locais continuaram muito depois da conquista. Às vezes, a administração colonial incentivava a economia tradicional a fim de extrair tributo na forma de cerâmica ou têxteis de algodão, embora estes geralmente fossem feitos de acordo com as especificações europeias. As crenças e a linguagem maias se mostraram resistentes a mudanças, apesar dos esforços vigorosos dos missionários católicos. O calendário ritual de tzolk'in de 260 dias continua em uso nas modernas comunidades maias nas terras altas da Guatemala e Chiapas e milhões de falantes de língua maia habitam o território em que seus ancestrais desenvolveram sua civilização.

### Investigação da civilização maia

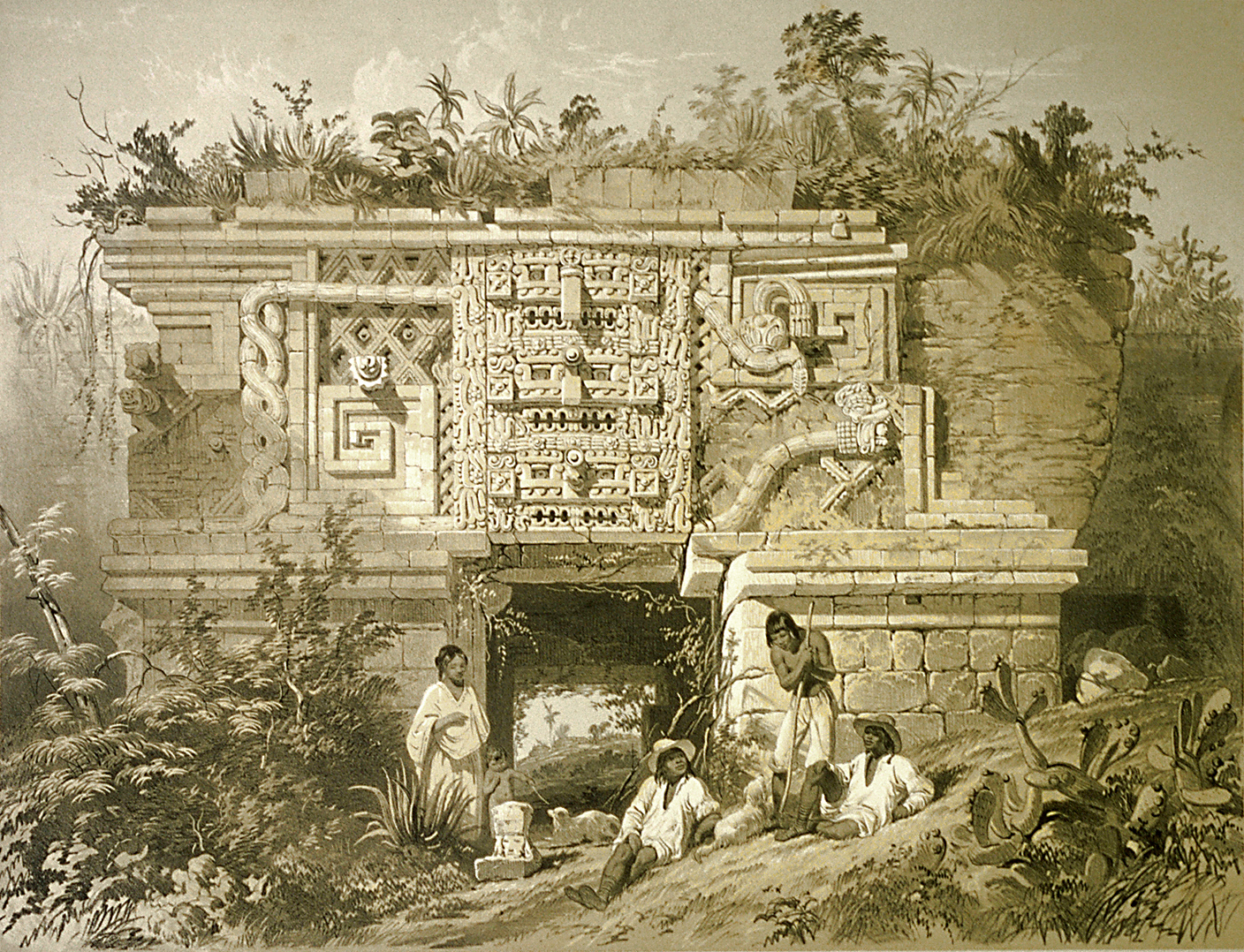
Desenho de Frederick Catherwood do complexo de templos de Uxmal

Os agentes da Igreja Católica escreveram relatos detalhados sobre os maias, em apoio aos seus esforços de evangelização e absorção dos maias no Império Espanhol. Isso foi seguido por vários padres e oficiais coloniais espanhóis que deixaram descrições das ruínas que visitaram em Iucatã e na América Central. Em 1839, o viajante e escritor americano John Lloyd Stephens decidiu visitar vários locais maias com o arquiteto e desenhista inglês Frederick Catherwood. Seus relatos ilustrados das ruínas despertaram grande interesse popular e chamaram a atenção do mundo para os maias. No final do século XIX começou o registro e a recuperação de relatos etno-históricos dos maias e foram dados os primeiros passos para decifrar os hieróglifos maias.
As duas últimas décadas do século XIX viram o nascimento da arqueologia científica moderna na região maia, com o trabalho meticuloso de Alfred Maudslay e Teoberto Maler. No início do século XX, o Museu Peabody patrocinava escavações em Copán e na Península de Iucatã. Nas duas primeiras décadas do século XX, houve avanços na decifração do calendário maia e na identificação de divindades, datas e conceitos religiosos. Desde a década de 1930, a exploração arqueológica aumentou dramaticamente, com escavações em larga escala na região maia.

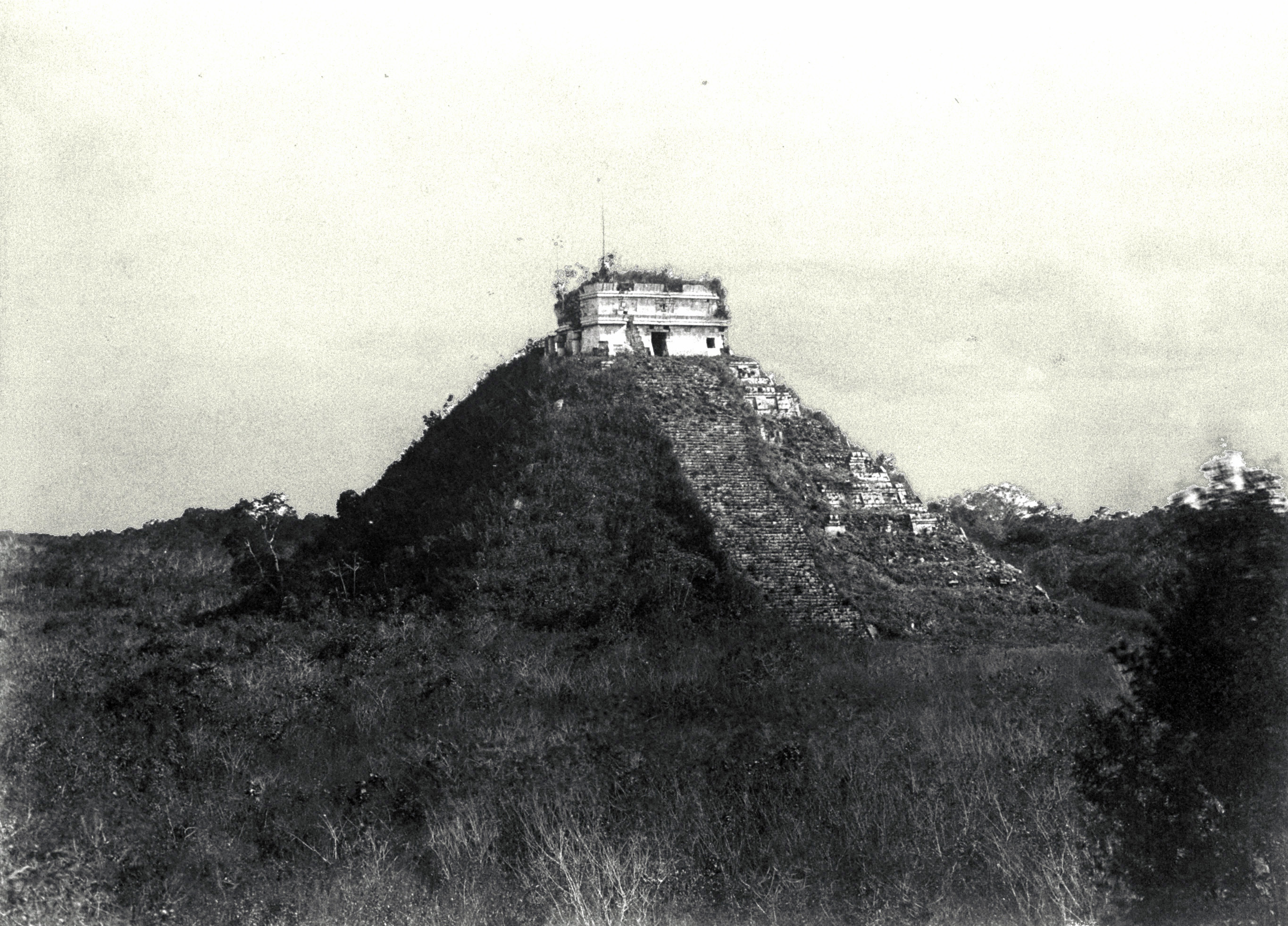
Fotografia de 1892, do Castillo em Chichén Itzá, por Teoberto Maler

Na década de 1960, o ilustre maiaista J. Eric S. Thompson promoveu as ideias de que as cidades maias eram essencialmente centros cerimoniais vagos, servindo uma população dispersa na floresta, e que a civilização maia era governada por sacerdtes astrônomos pacíficos. Essas ideias começaram a entrar em colapso com grandes avanços na decifração da escrita maia no final do século XX, pioneiros em Heinrich Berlin, Tatiana Proskouriakoff e Yuri Knorozov. Com avanços na compreensão dos registros maias desde a década de 1950, os textos revelavam as atividades bélicas dos reis maias clássicos e a visão deles como pacíficos não podia mais ser sustentada.
A capital Sak Tz'i ' (um antigo reino maia) agora chamado Lacanja Tzeltal, foi revelada por pesquisadores liderados pelo professor de antropologia Charles Golden e pelo bioarqueólogo Andrew Scherer em Chiapas, no quintal de um fazendeiro mexicano em 2020.
Múltiplas construções domésticas eram usadas pela população para fins religiosos. A “Plaza Muk'ul Ton” ou a Praça dos Monumentos, onde as pessoas costumavam se reunir para cerimônias, também foram escavadas pela equipe. A cidade continuou sendo inspecionada e escaneada pelos arqueólogos sob um dossel denso da floresta, usando a tecnologia LIDAR (detecção e alcance da luz) em junho de 2020.

## Política

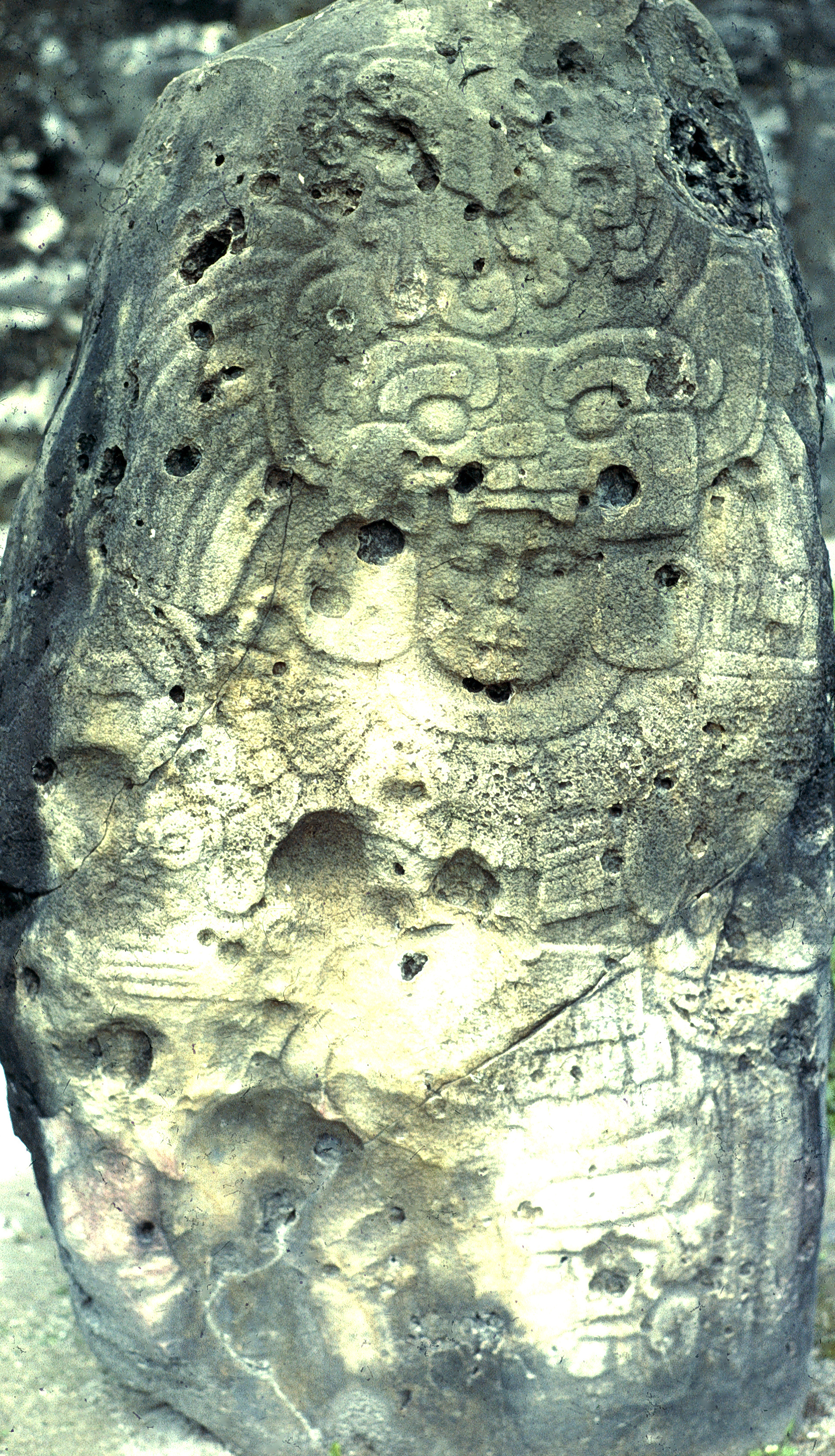
Estela 26 em Tikal, representando o rei Yax Nuun Ahiin I

Ao contrário dos astecas e dos incas, o sistema político maia nunca integrou toda a área cultural maia em um único Estado ou império. Em vez disso, ao longo de sua história, a área maia continha uma mistura variável de complexidade política, que incluía Estados e chefaturas. Essas políticas flutuavam bastante em seus relacionamentos e estavam envolvidas em uma complexa rede de rivalidades, períodos de domínio ou submissão, vassalagem e alianças. Às vezes, entidades políticas diferentes alcançavam domínio regional, como Calakmul, Caracol, Mayapan e Tikal, sendo que as primeiras se formaram nas planícies maias no século IX a.C.
Durante o período pré-clássico, o sistema político maia se fundiu em uma forma teopolítica, onde a ideologia da elite justificava a autoridade do governante e era reforçada através de exibição pública, rituais e religião. O rei divino era o centro do poder político, exercendo controle final sobre as funções administrativas, econômicas, judiciais e militares da sociedade. A autoridade divina investida no governo era tal que o rei era capaz de mobilizar tanto a aristocracia quanto os plebeus na execução de grandes projetos de infraestrutura, aparentemente sem força militar ou exército permanente. Algumas instituições políticas se engajaram em uma estratégia de aumentar a administração e preencher cargos administrativos com apoiadores leais ao invés de parentes de sangue. Dentro da política, os centros populacionais de classificação média teriam desempenhado um papel fundamental no gerenciamento de recursos e conflitos internos.
O cenário político maia era altamente complexo e as elites maias se envolviam em intrigas políticas para obter vantagem econômica e social sobre os vizinhos. No final do clássico, algumas cidades estabeleceram um longo período de domínio sobre outras grandes cidades, como o domínio de Caracol sobre Naranjo por meio século. Em outros casos, fracas redes de aliança eram formadas em torno de uma cidade dominante. Os assentamentos fronteiriços, geralmente localizados a meio caminho entre as capitais vizinhas, frequentemente mudavam de lealdade ao longo de sua história e, às vezes, agiam de forma independente. As capitais dominantes exigiam tributo na forma de itens de luxo de centros populacionais subjugados. O poder político era reforçado pelo poder militar, sendo que a captura e a humilhação dos guerreiros inimigos tinham um papel importante na cultura de elite. Um sentimento dominante de orgulho e honra entre a aristocracia guerreira poderia levar a disputas e vinganças prolongadas, o que causava instabilidade e fragmentação política.

## Sociedade
Desde o início do pré-clássico, a sociedade maia estava fortemente dividida entre a elite e os plebeus. À medida que a população aumentava, vários setores da sociedade se tornaram cada vez mais especializados e a organização política se tornou cada vez mais complexa. No final do clássico, quando as populações cresceram enormemente e centenas de cidades estavam conectadas em uma complexa rede de hierarquias políticas, o segmento rico da sociedade se multiplicou. Uma classe média pode ter se desenvolvido, incluindo artesãos, sacerdotes e oficiais de baixo escalão, comerciantes e soldados. Os plebeus incluíam agricultores, empregados, trabalhadores e escravos. Segundo as histórias indígenas, a terra era mantida em comunidade por casas ou clãs nobres, que sustentavam que a terra era propriedade de seus ancestrais e que esses eram reforçados pelo enterro dos mortos em conjuntos residenciais.

### Rei e corte

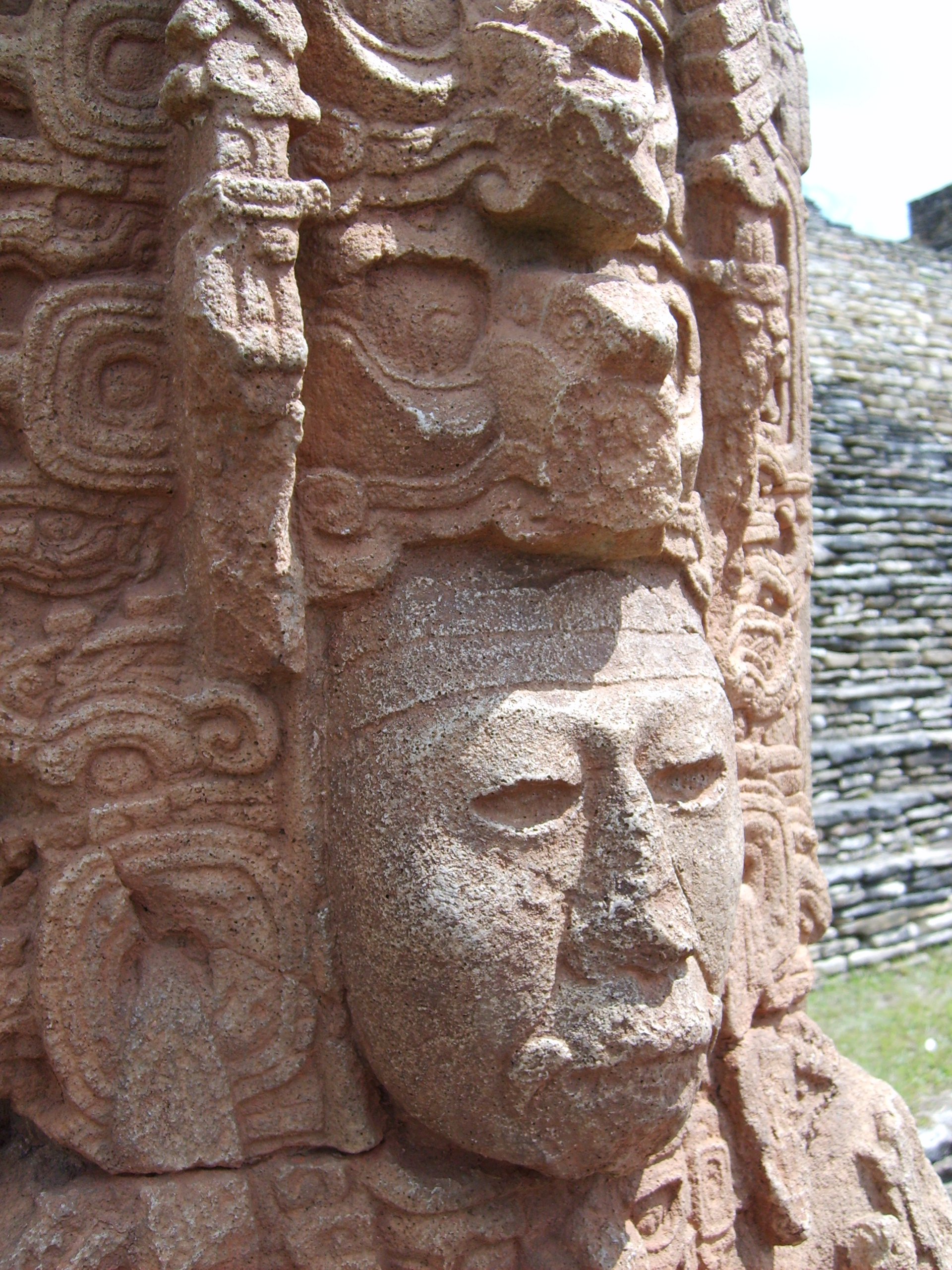
Estela de Toniná, representando o rei Bahlam Yaxuun Tihl, que governou no século VI

O domínio maia clássico era centrado em uma cultura real exibida em todas as áreas da arte maia clássica. O rei era o governante supremo e possuía um estatuto semidivino que o tornava o mediador entre o reino dos mortais e o dos deuses. Desde muito cedo, os reis foram especificamente identificados com o jovem deus do milho, que era a base da civilização mesoamericana. A sucessão real maia era patrilinear e o poder real só passava às rainhas quando o contrário resultaria na extinção da dinastia. Normalmente, o poder era passado para o filho mais velho. Um jovem príncipe era chamado de chʼok ("juventude"), embora essa palavra mais tarde se referisse à nobreza em geral. O herdeiro real foi chamado bʼaah chʼok ("chefe da juventude"). Vários pontos na infância do jovem príncipe eram marcados por rituais; o mais importante era uma cerimônia de derramamento de sangue aos cinco ou seis anos de idade. Embora pertencer à linhagem real fosse de extrema importância, o herdeiro também tinha que ser um líder de guerra bem-sucedido, como demonstrado pela captura de cativos. A entronização de um novo rei era uma cerimônia altamente elaborada, envolvendo uma série de atos separados que incluíam entronização sobre uma almofada de pele de onça, sacrifício humano e o recebimento de símbolos do poder real, como uma faixa de cabeça com uma representação de jade do então chamado "deus bobo da corte", um toucado elaborado adornado com penas de quetzal e um cetro representando o deus K'awiil.
A administração política maia, baseada na corte real, não era de natureza burocrática. O governo era hierárquico e os cargos oficiais eram patrocinados por membros de alto escalão da aristocracia; os funcionários tendiam a ser promovidos a cargos mais altos durante o curso de suas vidas. Os funcionários são referidos como "pertencentes" ao seu patrocinador e esse relacionamento continuava mesmo após a morte do patrocinador. A corte real maia era uma instituição política vibrante e dinâmica. Não havia estrutura universal para a corte; em vez disso, cada política formava uma corte real que era adequada ao seu próprio contexto individual. Vários títulos reais e nobres foram identificados por epígrafes que traduzem inscrições clássicas maias. Ajaw é geralmente traduzido como "senhor" ou "rei". No clássico clássico, um ajaw era o governante de uma cidade. Mais tarde, com o aumento da complexidade social, o ajaw era um membro da classe dominante e uma grande cidade poderia ter mais de um, cada um governando diferentes distritos. Os governantes supremos se distinguiram da nobreza prefixando a palavra k'uhul ao título de ajaw. Um k'uhul ajaw era o "senhor divino", originalmente confinado aos reis das linhas reais mais prestigiadas e antigas. Kalomte era um título real, cujo significado exato ainda não foi decifrado, mas era mantido apenas pelos reis mais poderosos das dinastias mais fortes. Ele indicava um soberano, ou rei supremo, e o título era usado apenas durante o período clássico. No final dessa época, o poder absoluto do k'uhul ajaw havia se enfraquecido e o sistema político havia se diversificado para incluir uma aristocracia mais ampla, que a essa altura poderia muito bem ter se expandido desproporcionalmente.

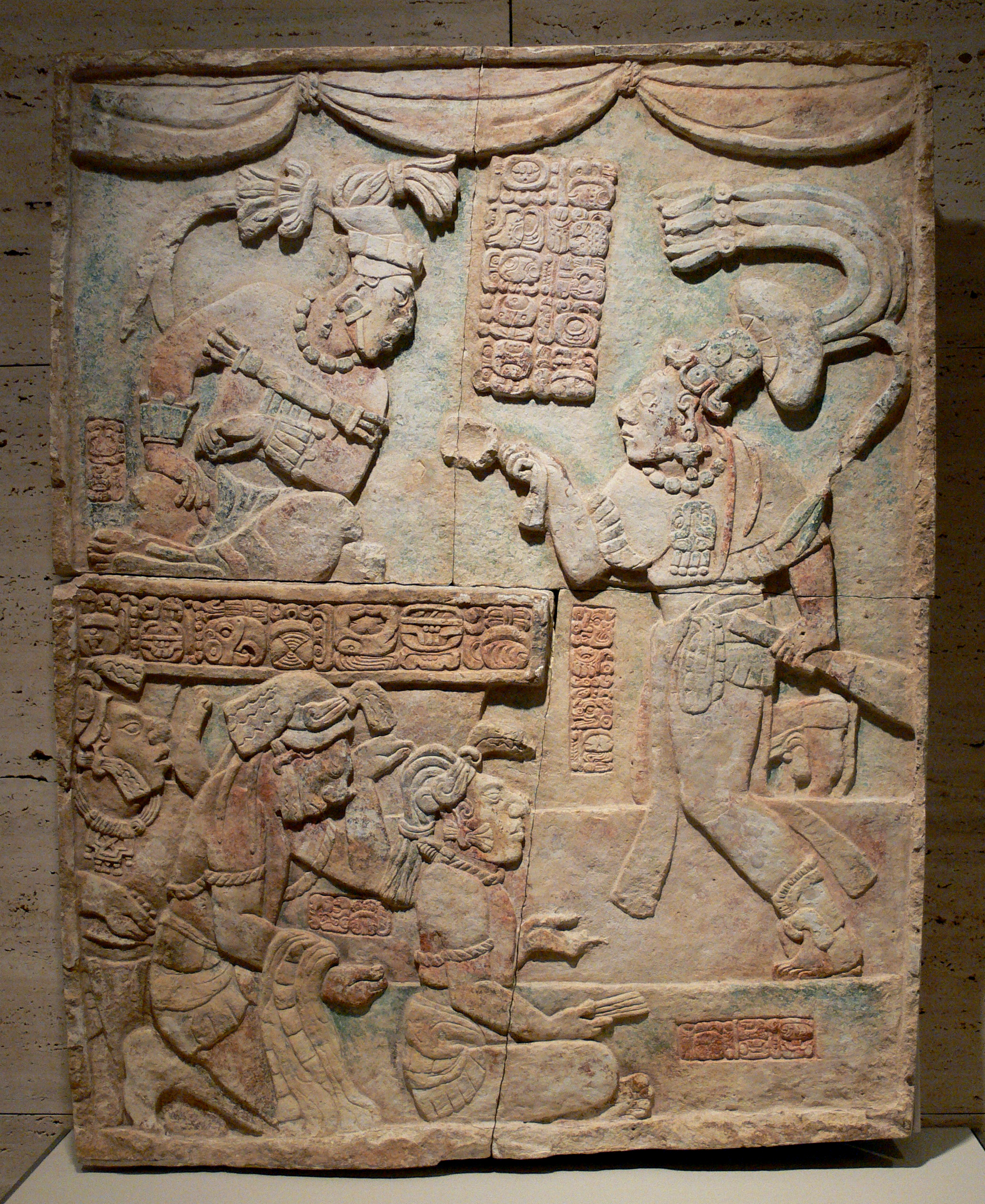
Escultura do período clássico, mostrando sajal Aj Chak Maax apresentando cativos diante do governante Itzamnaaj Bʼalam III de Yaxchilan

Um sajal era classificado abaixo do ajaw e indicava um senhor subserviente. Um sajal seria o senhor de um local de segundo ou terceiro nível, respondendo a um ajaw, que pode ter sido subserviente a um kalomte. Ele costumava ser um capitão de guerra ou governador regional e as inscrições geralmente vinculam o título sajal à guerra; eles são frequentemente mencionados como detentores de cativos de guerra. Sajal significava "temido". Os títulos de ah tzʼihb e ah chʼul hun estão relacionados aos escribas. O ah tzʼihb era um escriba real, geralmente um membro da família real; o ah ch'ul hun era o Guardião dos Livros Sagrados, um título que está intimamente associado ao título do ajaw, indicando que um ajaw sempre detinha o título do ah ch'ul hun simultaneamente. Outros títulos da corte, cujas funções não são bem compreendidas, foram yajaw k'ahk ' ("Senhor do Fogo"), tiʼhuun e ti'sakhuun . Esses dois últimos podem ser variações do mesmo título e Mark Zender sugeriu que o titular desse título pode ter sido o porta-voz do governante. Os títulos da corte eram predominantemente masculinos e, naquelas ocasiões relativamente raras em que eram aplicados a uma mulher, parecem ter sido usados como honoríficos da realeza feminina. As elites tituladas eram frequentemente associadas a estruturas particulares nas inscrições hieroglíficas das cidades do período clássico, indicando que esses titulares de cargos possuíam essa estrutura ou que a estrutura era um foco importante de suas atividades. Um lakam era possivelmente o único detentor de cargos que não eram de elite na corte real. O lakam era encontrado apenas em locais maiores e eles parecem ter sido responsáveis pela tributação dos distritos locais.
Facções diferentes podem ter existido na corte real. O kʼuhul ahaw e sua casa formariam a base de poder central, mas outros grupos importantes eram o sacerdócio, a aristocracia guerreira e outros cortesãos aristocráticos. Onde existiam conselhos de governo, como em Chichén Itzá e Copán, estes podem ter formado uma facção adicional. A rivalidade entre diferentes facções levaria a instituições políticas dinâmicas, à medida que compromissos e desacordos aconteciam. Nesse cenário, a performance pública era vital. Tais apresentações incluíam danças rituais, apresentação de cativos de guerra, oferendas de tributo, sacrifício humano e ritual religioso.

### Plebeus
Estima-se que os plebeus tenham compreendido mais de 90% da população, mas relativamente pouco se sabe sobre eles. Suas casas eram geralmente construídas com materiais perecíveis e seus restos deixavam pouco vestígio no registro arqueológico. Algumas habitações comuns eram criadas em plataformas baixas e estas podem ser identificadas, mas uma quantidade desconhecida de casas comuns não deixou vestígios. Tais habitações de baixo nível social só podem ser detectadas por extensas pesquisas de sensoriamento remoto em terrenos aparentemente vazios. A gama de pessoas que compunham os plebeus era ampla; consistia em todos que não eram de nascimento nobre e, portanto, incluía todos, desde os agricultores mais pobres até artesãos e plebeus ricos, nomeados para cargos burocráticos. Plebeus envolviam-se em atividades essenciais de produção, como produtos destinados ao uso da elite, como algodão e cacau, além de culturas de subsistência para uso próprio e itens utilitários, como cerâmica e ferramentas de pedra. Os plebeus participaram da guerra e podiam avançar socialmente, provando-se como excelentes guerreiros. Eles pagavam impostos à elite na forma de bens básicos, como farinha de milho e caça. É provável que plebeus trabalhadores que exibissem habilidades e iniciativas excepcionais pudessem se tornar membros influentes da sociedade maia.

## Guerra
A guerra era predominante no mundo maia. As campanhas militares foram lançadas por uma variedade de razões, incluindo o controle de rotas e tributos comerciais, incursões para capturar cativos, aumentando a destruição completa de um estado inimigo. Pouco se sabe sobre a organização, logística ou treinamento militar maia. A guerra é retratada na arte maia do período clássico, e guerras e vitórias são mencionadas nas inscrições hieroglíficas.  Infelizmente, as inscrições não fornecem informações sobre as causas da guerra ou sobre a forma que ela tomou.  Nos séculos VIII a IX, a guerra intensiva resultou no colapso dos reinos da região de Petexbatún, no oeste de Petén. O rápido abandono de Aguateca por seus habitantes ofereceu uma rara oportunidade de examinar os restos de armas maias in situ . Aguateca foi invadida por inimigos desconhecidos por volta de 810 d.C., que superaram suas formidáveis defesas e queimaram o palácio real. Os habitantes de elite da cidade fugiram ou foram capturados e nunca mais voltaram para recolher suas propriedades abandonadas. Os habitantes da periferia abandonaram o local logo depois. Este é um exemplo de guerra intensiva realizada por um inimigo para eliminar completamente um estado maia, em vez de subjugá-lo. Pesquisas em Aguateca indicaram que os guerreiros do período clássico eram principalmente membros da elite.
Desde o período pré-clássico, esperava-se que o governante de uma sociedade maia fosse um líder de guerra distinto, o que seria representado com cabeças de troféu penduradas no seu cinto. No período clássico, essas cabeças não apareciam mais no cinturão do rei, mas os governantes deste período são frequentemente retratados em pé sobre cativos de guerra humilhados. Até o final do período pós-clássico, os reis maias lideravam como capitães de guerra. As inscrições maias dessa época mostram que um rei derrotado podia ser capturado, torturado e sacrificado. Os espanhóis registraram que os líderes maias acompanhavam os movimentos das tropas em livros pintados.
O resultado de uma campanha militar bem-sucedida podia variar em seu impacto na entidade política derrotada. Em alguns casos, cidades inteiras foram saqueadas e nunca reassentadas, como no caso de Aguateca. Em outros casos, os vencedores absorviam os governantes derrotados, suas famílias e deuses padroeiros. Os nobres capturados e suas famílias podiam ser presos ou sacrificados. No oposto menos severo da escala, a sociedade derrotada seria obrigada a prestar homenagem ao vencedor.

### Armas

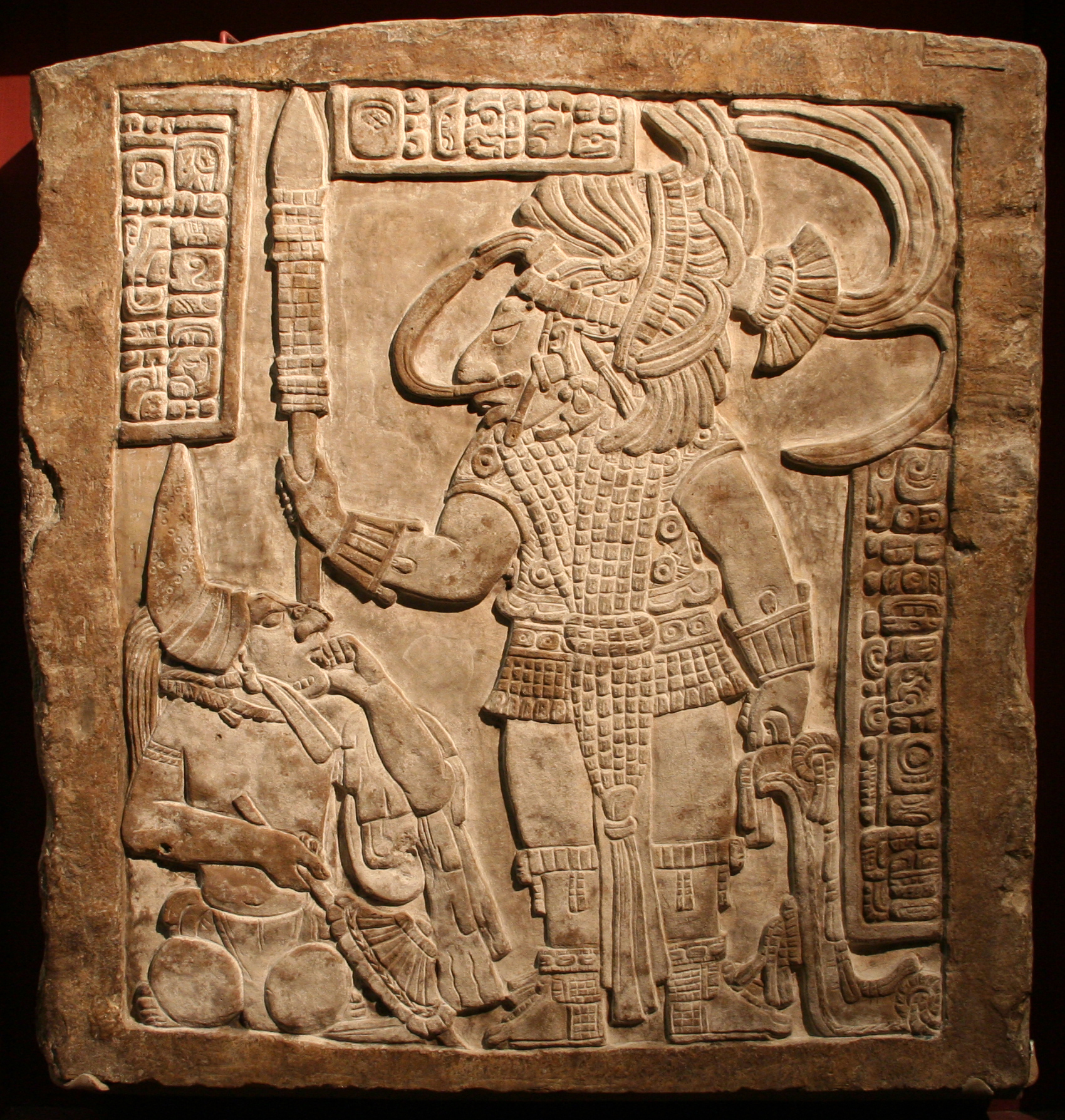
Lintel 16 de Yaxchilán, representando o rei Yaxun Bʼalam em traje de guerreiro

O atlatl (lança) foi introduzido na região maia por Teotihuacan no início do período clássico. Era uma vara de meio metro com uma extremidade entalhada para segurar um dardo ou javelina. Ela era usada para lançar com mais força e precisão do que seria possível simplesmente atirando apenas com o braço. Evidências na forma de pontos de lâminas de pedra recuperadas de Aguateca indicam que dardos e lanças eram as principais armas do guerreiro maia clássico. Os plebeus usavam zarabatanas na guerra, que também serviam como arma de caça. O arco e flecha é outra arma usada pelos antigos maias para a guerra e a caça. Embora presente na região maia durante o período clássico, seu uso como arma de guerra não foi favorecido; não se tornou uma arma comum até o pós-clássico. O período de contato maia também usou espadas de duas mãos feitas de um tipo de madeira forte com uma lâmina feita de obsidiana embutida, semelhante ao macuahuitl asteca. Os guerreiros maias usavam armaduras corporais em forma de algodão acolchoado embebido em água salgada para endurecê-las; a armadura resultante era comparável à armadura de aço usada pelos espanhóis quando conquistaram a região. Os guerreiros usavam escudos de madeira ou de animais, decorados com penas e peles de animais.

### Guerreiros
Durante o período de contato, sabe-se que certas posições militares eram ocupadas por membros da aristocracia e transmitidas por sucessão patrilinear. É provável que o conhecimento especializado inerente ao papel militar específico tenha sido ensinado ao sucessor, incluindo estratégia, ritual e dança de guerra. Os exércitos maias do período do contato com os espanhóis eram altamente disciplinados e os guerreiros participavam de exercícios regulares de treinamento; todo homem adulto capaz estava disponível para o serviço militar. Os Estados maias não mantinham exércitos permanentes; os guerreiros eram reunidos por oficiais locais que informavam os líderes da guerra. Havia também unidades de mercenários que seguiam líderes permanentes. No entanto, a maioria dos guerreiros não eram dedicados em tempo integral aos conflitos e eram principalmente agricultores; sendo assim, as necessidades de suas colheitas geralmente vinham antes das da guerra. Os conflitos perpetrados pelos maias não visavam tanto a destruição do inimigo, mas sim a captura de cativos e a pilhagem.
Há alguma evidência do período clássico de que as mulheres prestavam papéis de apoio na guerra, mas elas não agiam como oficiais militares, com exceção daquelas raras rainhas dominantes. Pelo pós-clássico, as crônicas nativas sugerem que as mulheres lutavam ocasionalmente em batalhas.

## Comércio

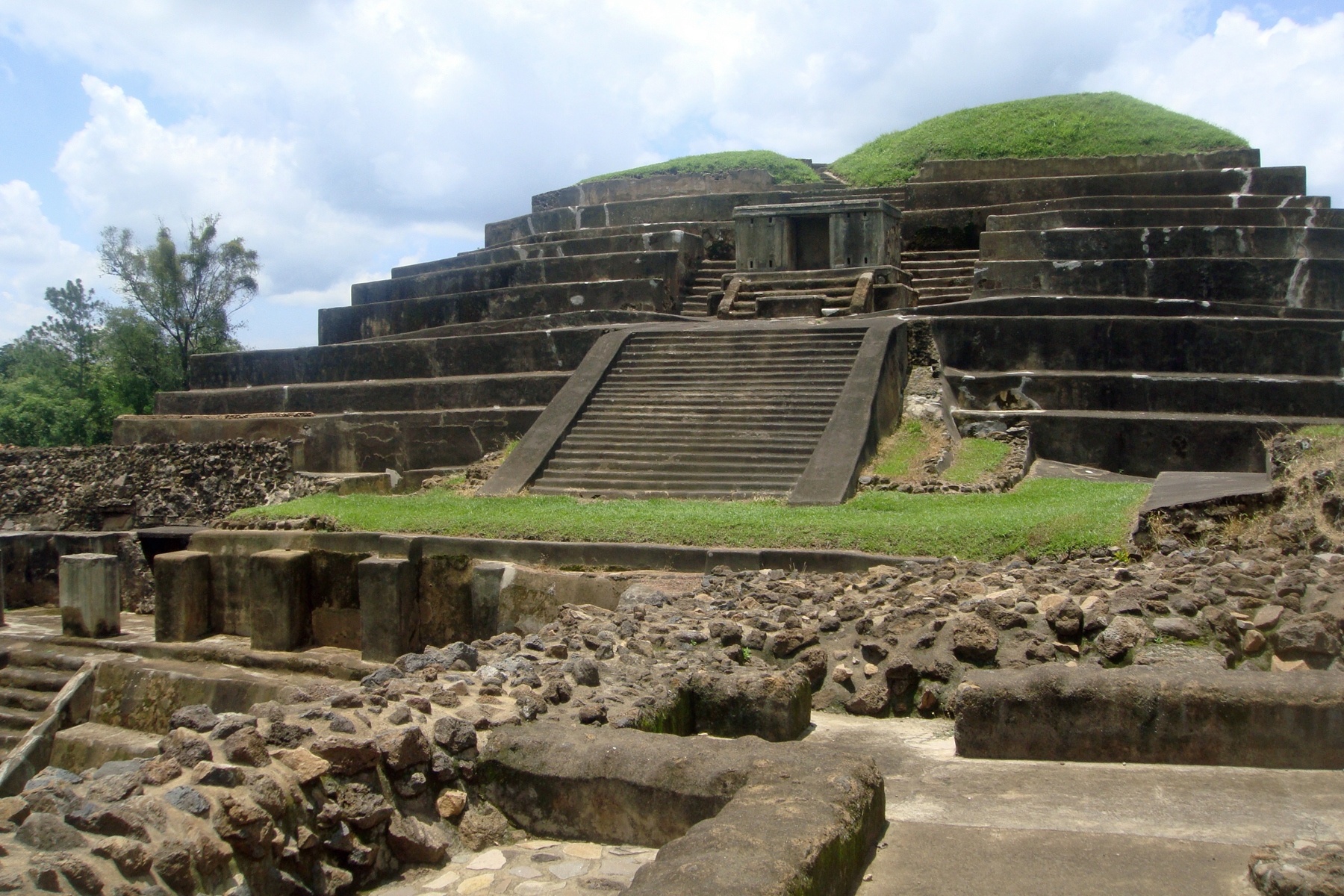
Cidades como Chalchuapa, em El Salvador, controlaram o acesso às fontes de obsidiana

O comércio era um componente essencial da sociedade e no desenvolvimento da civilização maia. As cidades que cresceram para se tornar as mais importantes geralmente controlavam o acesso a bens comerciais vitais, ou rotas de transporte. Cidades como Kaminaljuyu e Qʼumarkaj, no planalto guatemalteco, e Chalchuapa, em El Salvador, controlaram de maneira diversa o acesso às fontes de obsidiana em diferentes pontos da história maia. Os maias eram grandes produtores de algodão, usado para fabricar os têxteis a serem comercializados em toda a Mesoamérica. As cidades mais importantes da península de Iucatã, no norte, controlavam o acesso às fontes de sal. No pós-clássico, os maias se envolviam em um crescente comércio de escravos com a Mesoamérica em geral.
Os maias se envolviam no comércio de longa distância na região. A título de ilustração, um bairro mercantil do início do período clássico foi identificado na distante metrópole de Teotihuacan, no centro do México. Na Mesoamérica, além da área maia, as rotas comerciais se concentram particularmente na região central mexicana e na costa do Golfo do México. No início da era clássica, Chichén Itzá estava no centro de uma extensa rede comercial que importava ouro da Colômbia e do Panamá e turquesa de Los Cerrillos, Novo México. O comércio de longa distância de bens de luxo e utilitários provavelmente era controlado pela família real. Bens de prestígio obtidos pelo comércio eram usados tanto para consumo pelo governante da cidade quanto como presentes de luxo para consolidar a lealdade de vassalos e aliados.
As rotas comerciais não apenas forneciam bens físicos, mas também facilitavam o movimento de pessoas e ideias na Mesoamérica. Mudanças nas rotas comerciais ocorreram com a ascensão e queda de importantes cidades da região maia e foram identificadas em todas as principais reorganizações desta civilização, como a ascensão da civilização pré-clássica, a transição para o período clássico e o colapso da era clássica. Até a conquista espanhola não foi capaz de acabar com todas as atividades comerciais dos maias; por exemplo, durante o período de contato com os espanhóis, Manche Chʼol comercializava as colheitas mais prestigiadas, como cacau, urucum e baunilha, na Verapaz colonial.

### Comerciantes
Pouco se sabe sobre os comerciantes maias, embora eles sejam retratados em cerâmicas trajando elaboradas vestimentas nobres. A partir disso, sabe-se que pelo menos alguns comerciantes eram membros da elite. Durante o período de contato, sabe-se que a nobreza maia participava de expedições comerciais de longa distância. A maioria dos comerciantes era de classe média, mas estava amplamente envolvida no comércio local e regional, e não no prestigiado comércio de longa distância que era reservado à elite. A viagem de comerciantes para território estrangeiro perigoso era comparada a uma passagem pelo submundo; as divindades padroeiras dos comerciantes eram dois deuses do submundo que carregavam mochilas. Quando os comerciantes viajavam, eles se pintavam de preto, como seus deuses padroeiros, e ficavam fortemente armados.
Os maias não tinham animais de carga, então todos os bens comerciais eram transportados nas costas dos carregadores quando passavam por terra; se a rota comercial seguia um rio ou o litoral, as mercadorias eram transportadas em canoas. Uma substancial canoa comercial maia foi encontrada em Honduras na quarta viagem de Cristóvão Colombo. Era feita de um grande tronco de árvore escavado e tinha um dossel coberto de palmeiras. A canoa tinha 2,5 metros largo e era movimentada por 25 remadores. Os bens comercializados incluíam cacau, obsidiana, cerâmica, têxtil, alimentos e bebidas para a tripulação e sinos e machados de cobre. O cacau era usado como moeda (embora não exclusivamente), e seu valor era tal que ocorriam tentativas de falsificação removendo a polpa do fruto e enchendo-o com sujeira ou casca de abacate.

### Mercados
Os mercados maias são difíceis de identificar arqueologicamente. No entanto, os espanhóis relataram uma economia de mercado próspera quando chegaram à região. Em algumas cidades do período clássico, os arqueólogos identificaram  arquitetura de alvenaria e alinhamentos paralelos de pedras espalhadas como sendo as fundações permanentes de barracas de mercado. Um estudo de 2007 analisou solos de um mercado moderno da Guatemala e comparou os resultados com aqueles obtidos da análise em um mercado antigo proposto em Chunchucmil. Níveis excepcionalmente altos de zinco e fósforo em ambos os locais indicaram produção de alimentos e atividade de venda de vegetais semelhantes. A densidade calculada de estandes de mercado em Chunchucmil sugere fortemente que uma economia de mercado próspera já existia no período clássico. Os arqueólogos identificaram provisoriamente mercados em um número crescente de cidades maias por meio de uma combinação de arqueologia e análise de solo. Quando os espanhóis chegaram, as cidades pós-clássicas nas terras altas tinham mercados em praças permanentes, com funcionários à disposição para resolver disputas, fazer cumprir as regras e cobrar impostos.

## Arte
A arte maia é essencialmente a arte da corte real, sendo quase exclusivamente voltada para a elite e seu mundo. Produções artísticas eram criadas a partir de materiais perecíveis e não perecíveis e serviam para ligar os maias a seus ancestrais. Embora a arte maia sobrevivente represente apenas uma pequena proporção da arte que os maias criaram, ela representa uma variedade mais ampla de assuntos do que qualquer outra tradição artística nas Américas. A arte maia tem muitos estilos regionais e é única nas Américas antigas por apresentar texto narrativo. O melhor exemplo remanescente de arte dessa civilização data do período clássico tardio.
Os maias exibiam uma preferência pela cor verde ou azul esverdeado e usavam a mesma palavra para as cores azul e verde. Correspondentemente, eles valorizaram o jade verde-maçã e outras pedras verdes, associando-as ao deus do sol, Kʼinich Ajau. Eles esculpiram artefatos que incluíam tesselas e miçangas finas, com cabeças esculpidas pesando 4,42 kg. A nobreza maia praticava modificações dentárias e alguns senhores chegavam a usar jade incrustado em seus dentes. Máscaras funerárias em mosaico também podiam ser feitas de jade, como a de Pacal, o Grande, rei de Palenque.
A escultura em pedra maia emergiu no registro arqueológico como uma tradição totalmente desenvolvida, sugerindo que ela pode ter evoluído de uma tradição de esculpir madeira. Devido à biodegradabilidade da madeira, o corpus da madeira maia desapareceu quase inteiramente. Os poucos artefatos de madeira que sobreviveram incluem esculturas tridimensionais e painéis hieroglíficos. As estelas de pedra maia são comuns nos locais da cidade, geralmente combinadas com pedras baixas e circulares, conhecidas como altares na literatura. A escultura em pedra também assumiu outras formas, como os painéis de alívio em calcário de Palenque e Piedras Negras. Em Yaxchilan, Dos Pilas, Copán e outros locais, escadas de pedra foram decoradas com escultura. A escadaria hieroglífica de Copán compreende o texto hieroglífico maia mais antigo que existe, e consiste em 2.200 glifos individuais.
As maiores esculturas maias consistiam em fachadas arquitetônicas feitas de estuque. A forma áspera era colocada sobre um revestimento simples de base de gesso na parede e a forma tridimensional era construída com pequenas pedras. Finalmente, esta era revestida com estuque e moldada na forma acabada; as formas do corpo humano eram modeladas primeiro em estuque, sendo que seus trajes eram adicionados posteriormente. A escultura final de estuque era então pintada de maneira brilhante. Máscaras de estuque gigantes eram usadas para enfeitar as fachadas dos templos do pré-clássico tardio e essa decoração continuou no período clássico.
Os maias tinham uma longa tradição de pintura mural; ricos murais policromáticos foram escavados em San Bartolo e datavam entre 300 a.C. e 200 a.C.. As paredes eram revestidas com gesso e os desenhos multicoloridos eram pintados no acabamento liso. A maioria desses murais não sobreviveu, mas túmulos do período clássico pintados em creme, vermelho e preto foram escavados em Caracol, Río Azul e Tikal. Entre os murais mais bem preservados, há uma série de pinturas em tamanho clássico em Bonampak.
Flint, chert e obsidian serviram a propósitos utilitários na cultura maia, mas muitas peças foram elaboradas com formas que nunca pretendiam ser usadas como ferramentas. Pederneiras excêntricas estão entre os melhores artefatos líticos produzidos pelos antigos maias. Eles eram tecnicamente muito desafiadores para produzir, exigindo considerável habilidade por parte do artesão. Grandes excêntricos de obsidiana podem medir mais de 30 cm de comprimento. Sua forma real varia consideravelmente, mas geralmente representam formas humanas, animais e geométricas associadas à religião maia. Pederneiras excêntricas mostram uma grande variedade de formas, como crescentes, cruzes, cobras e escorpiões. Os exemplos maiores e mais elaborados exibem várias cabeças humanas, com cabeças menores algumas vezes se ramificando de cabeças maiores.
Os têxteis maias estão muito pouco representados no registro arqueológico, embora, em comparação com outras culturas pré-colombianas, como os astecas e a região andina, é provável que fossem itens de alto valor. Alguns restos de tecido foram recuperados por arqueólogos, mas a melhor evidência para a arte têxtil é onde elas são representadas em outras mídias, como em murais pintados ou em cerâmica. Tais representações secundárias mostram a elite da corte maia adornada com tecidos suntuoos, geralmente estes seriam de algodão, mas também são mostradas peles de onça e couro de veado.
A cerâmica é o tipo mais comum de arte maia sobrevivente. Os maias não tinham conhecimento da roda do oleiro, e os vasos maias eram construídos enrolando tiras de argila enroladas na forma desejada. A cerâmica maia não era envidraçada, embora muitas vezes tivesse um acabamento fino produzido pelo polimento. A cerâmica maia foi pintada com tiras de argila misturadas com minerais e argilas coloridas. As antigas técnicas de tiro maia ainda não foram replicadas. Esculturas de cerâmica extremamente finas foram escavadas em túmulos do clássico clássico na ilha de Jaina, no norte de Yucatán. Eles variam de 10 a 25 cm de altura e foram modelados à mão, com detalhes requintados. O corpus de cerâmica policromada no estilo I, incluindo placas finamente pintadas e vasos cilíndricos, teve origem no final do período clássico Motul de San José. Ele inclui um conjunto de recursos, como hieróglifos pintados em uma cor rosa ou vermelho pálido e cenas com dançarinos usando máscaras. Uma das características mais marcantes é a representação realista dos assuntos como eles apareceram na vida. O assunto dos navios inclui a vida na corte da região de Petén no século VIII a.C., como reuniões diplomáticas, banquetes, derramamento de sangue, cenas de guerreiros e o sacrifício de prisioneiros de guerra.
Osso, humano e animal, também era esculpido; ossos humanos podem ter sido troféus ou relíquias de ancestrais. Os maias valorizavam as conchas de Spondylus e as trabalhavam para remover o exterior branco e os espinhos, para revelar o fino interior laranja. Por volta do século X, a metalurgia chegou à Mesoamérica vinda da América do Sul e os maias começaram a fazer pequenos objetos em ouro, prata e cobre. Os maias geralmente martelavam chapas em objetos como miçangas, sinos e discos. Nos últimos séculos antes da conquista espanhola, os maias começaram a usar o método de cera perdida para fundir pequenas peças de metal.
Uma área pouco estudada da arte folclórica maia é o grafite, que não fazia parte da decoração planejada, mas foi incisivo no estuque de paredes, pisos e bancos interiores, em uma ampla variedade de edifícios, incluindo templos, residências e depósitos. Esse tipo de expressão artística foi registrado em 51 locais maias, particularmente agrupados na Bacia de Petén e no sul de Campeche, e na região de Chenes, no noroeste de Yucatán. Em Tikal, onde uma grande quantidade de grafiti foi encontrada, os temas mais comuns incluíam desenhos de templos, pessoas, divindades, animais e tronos. Muitas vezes, o grafite era inscrito ao acaso, com desenhos sobrepostos e exibindo uma mistura de arte bruta e não treinada e exemplos de artistas familiarizados com as convenções artísticas do período clássico.

## Arquitetura

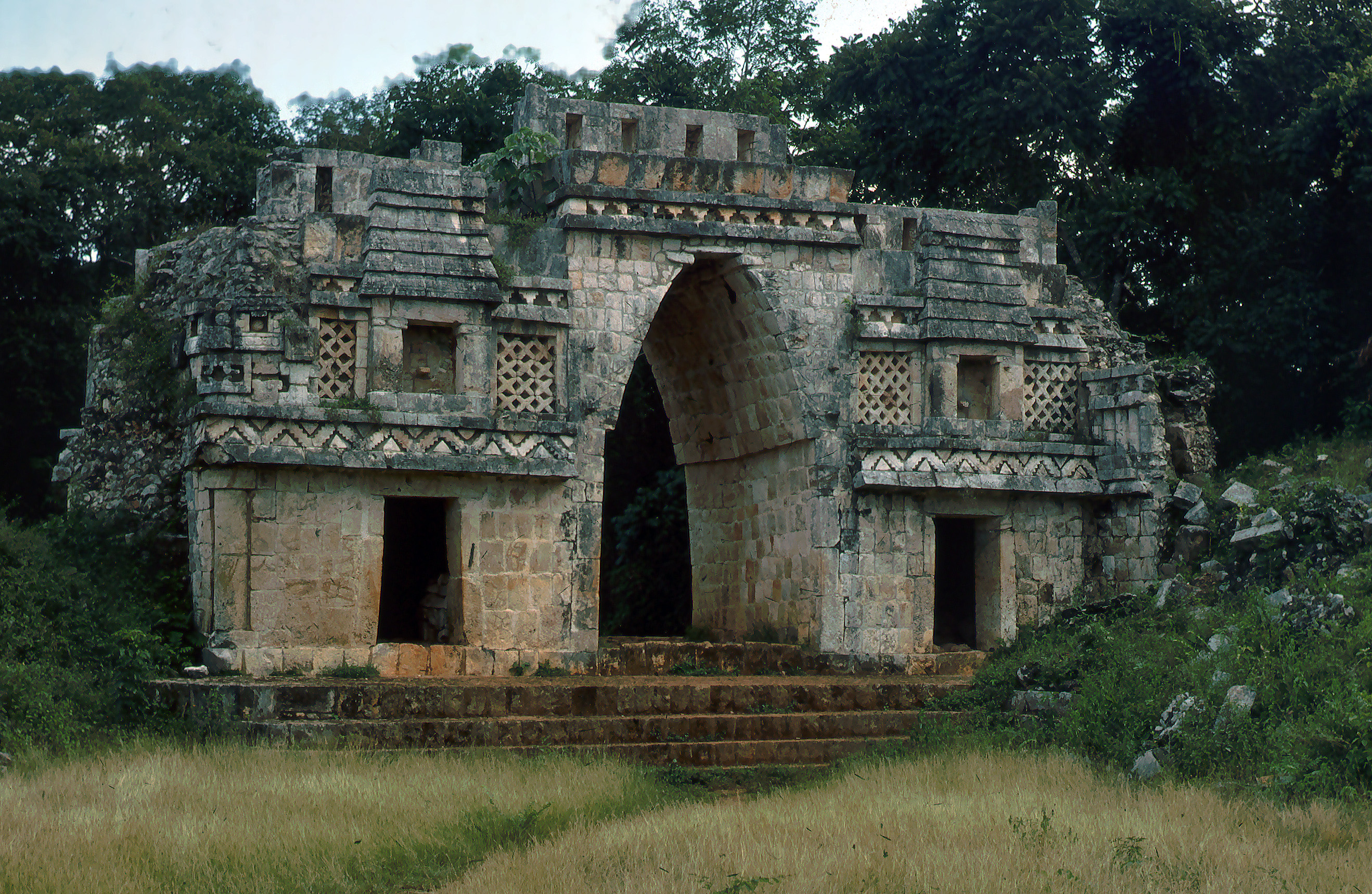
O portal de Labna. A passagem é formada por um falso arco, um elemento comum na arquitetura maia.

Os maias produziram uma vasta gama de estruturas e deixaram um extenso legado arquitetônico. A arquitetura maia também incorpora várias formas de arte e textos hieroglíficos. A arquitetura de alvenaria construída pelos maias evidencia a especialização artesanal, organização centralizada e os meios políticos dessa sociedade para mobilizar uma grande força de trabalho. Estima-se que uma grande residência de elite em Copán exigisse uma estimativa de 10.686 homens-dia para ser construída, o que compara a 67-homens-dias da cabana de um plebeu. Estima-se ainda que 65% da mão-de-obra necessária para construir a residência nobre foi usada na extração, transporte e acabamento da pedra usada na construção, sendo que 24% da mão-de-obra era necessária para a fabricação e aplicação de gesso na base de calcário. No total, estima-se que foram necessários de dois a três meses para a construção da residência deste nobre único em Copán, utilizando entre 80 e 130 trabalhadores em tempo integral. Uma cidade do período clássico como Tikal estava espalhada por 20 quilômetros quadrados de área, com um núcleo urbano que abrangia 6 quilômetros quadrados. O trabalho necessário para construir uma cidade assim era imenso, acumulando muitos milhões de homens-dia. As estruturas mais maciças já erguidas pelos maias foram construídas durante o período pré-clássico. A especialização artesanal exigiria pedreiros e estucadores dedicados no pré-clássico tardio, além de planejadores e arquitetos.

### Design urbano

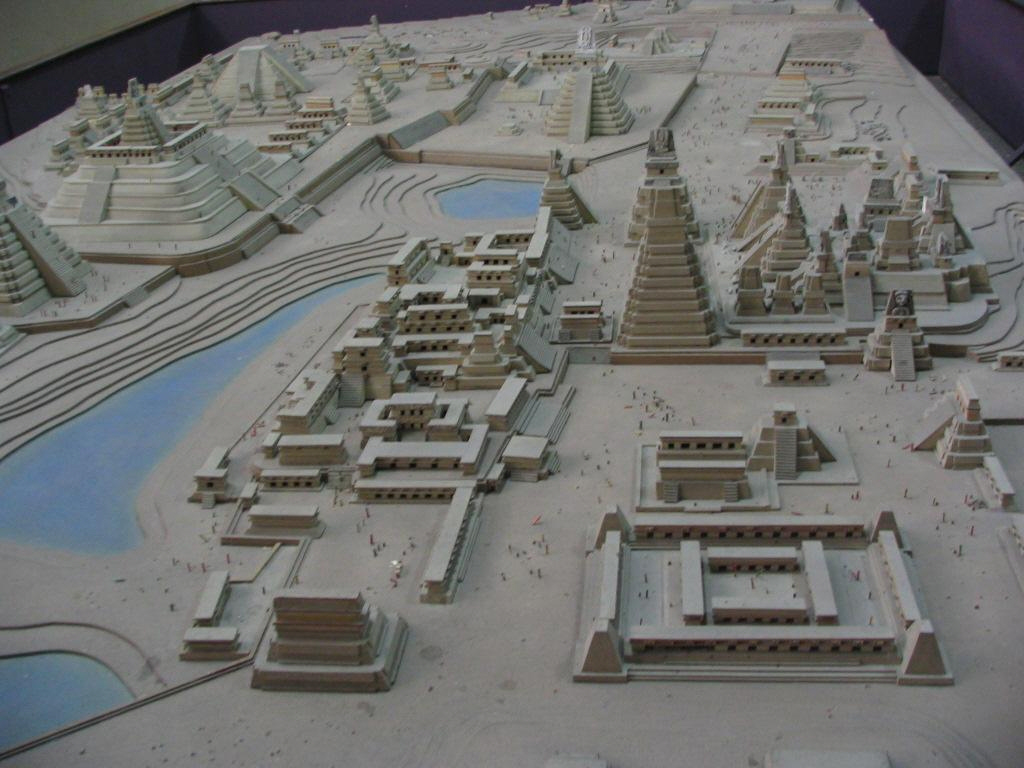
Reconstrução do núcleo urbano de Tikal no século VIII

As cidades maias não eram planejadas formalmente e estavam sujeitas a expansão irregular, com a adição aleatória de palácios, templos e outros edifícios. A maioria das cidades maias tendia a crescer para fora do centro e para cima, à medida que novas estruturas se sobrepunham à arquitetura anterior. As cidades maias geralmente tinham um centro cerimonial e administrativo rodeado por uma vasta extensão irregular de complexos residenciais. Os centros de todas as cidades maias apresentavam recintos sagrados, às vezes separados das áreas residenciais próximas por muralhas. Esses recintos continham templos em pirâmide e outras arquiteturas monumentais dedicadas a atividades da elite, como plataformas basais que davam suporte a complexos residenciais administrativos ou da classe dominante. Monumentos esculpidos eram erguidos para registrar os feitos da dinastia governante. Os centros das cidades também apresentavam praças, quadras sagradas e edifícios usados para mercados e escolas. Frequentemente, calçadas ligavam o centro às áreas periféricas da cidade.  Alguns desses grupos de arquitetura formaram grupos menores nas áreas periféricas da cidade, que serviram como centros sagrados para linhagens não reais. As áreas adjacentes a esses compostos sagrados incluíam complexos residenciais que abrigavam linhagens ricas. O maior e mais rico desses complexos de elite às vezes possuía escultura e arte artesanal igual à da arte real.
O centro cerimonial da cidade maia era o local onde vivia a elite governante e onde as funções administrativas da cidade eram realizadas, juntamente com as cerimônias religiosas. Era também onde os habitantes da cidade se reuniam para atividades públicas. Os complexos residenciais de elite ocupavam as melhores terras ao redor do centro da cidade, enquanto os plebeus tinham suas residências dispersas ainda mais longe do centro cerimonial. As unidades residenciais eram construídas no topo de plataformas de pedra para elevá-las acima do nível das enchentes da estação das chuvas.

### Materiais e métodos de construção

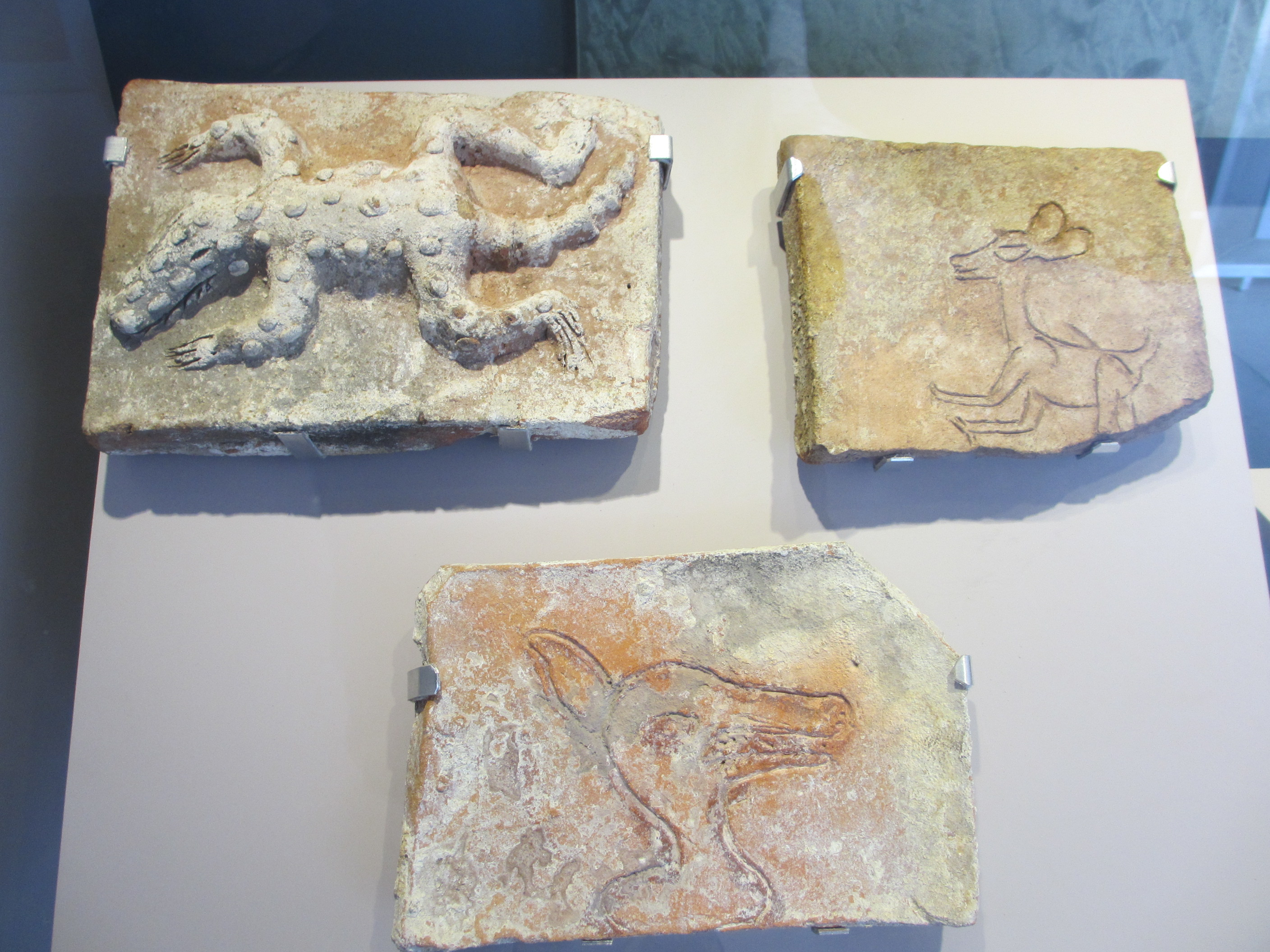
Tijolos queimados com desenhos de animais, de Comalcalco

Os maias construíram suas cidades com tecnologia neolítica; eles construíram suas estruturas de materiais perecíveis e de pedra. O tipo exato de pedra usado na construção de alvenaria variava de acordo com os recursos disponíveis localmente, e isso também afetava o estilo de construção. Em uma ampla faixa da área maia, o calcário estava imediatamente disponível. O calcário local é relativamente macio quando recém-cortado, mas endurece com a exposição. Havia grande variedade na qualidade do calcário, com pedras de boa qualidade disponíveis na região de Usumacinta; no norte de Iucatã, o calcário usado na construção era de qualidade relativamente baixa. O tufo vulcânico foi usado em Copán, enquanto que a vizinha Quiriguá empregava arenito em suas construções. Em Comalcalco, onde não havia um tipo de pedra adequada disponível localmente, tijolos queimados foram usados. O calcário era queimado em altas temperaturas para a fabricação de cimento, gesso e estuque. O cimento à base de cal foi usado para selar a alvenaria no lugar e os blocos de pedra eram moldados por meio de abrasão com corda e água e com ferramentas de obsidiana. Os maias não usavam uma roda funcional, então todas as cargas eram transportadas em liteiras, barcaças ou roladas em toras. Cargas pesadas eram levantadas com corda, mas provavelmente sem o emprego de polias.
A madeira era utilizada para vigas e lintéis, mesmo em estruturas de alvenaria. Ao longo da história maia, cabanas comuns e alguns templos continuaram a ser construídos com postes de madeira e palha. Adobe também era aplicado; este consistia em lama reforçada com palha e era aplicada como um revestimento sobre as paredes de palitos das cabanas. Como a madeira e o colmo, o adobe foi usado ao longo da história maia, mesmo após o desenvolvimento de estruturas de alvenaria. No sul da área maia, o adobe era empregado na arquitetura monumental quando nenhuma pedra adequada estava disponível localmente.

### Principais tipos de construção
As grandes cidades da civilização maia eram compostas de templos piramidais, palácios, quadras de bola, sacbeob (calçadas), pátios e praças. Algumas cidades também possuíam extensos sistemas hidráulicos ou muralhas defensivas. Os exteriores da maioria dos edifícios eram pintados em uma ou várias cores, ou com imagens. Muitos edifícios foram adornados com esculturas ou relevos pintados de estuque.

#### Palácios e acrópoles

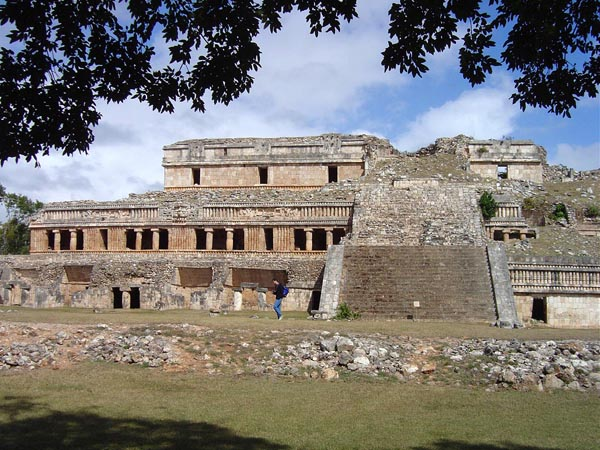
Complexo palaciano em Sayil (período clássico tardio), no norte de Yucatán

Esses complexos geralmente ficavam no centro do terreno, ao lado de uma praça principal. Os palácios maias consistiam em uma plataforma que sustentava uma estrutura de alcance com várias salas. O termo acrópole, no contexto maia, refere-se a um complexo de estruturas construídas sobre plataformas de alturas variadas. Palácios e acrópoles eram essencialmente compostos residenciais da elite. Eles geralmente se estendiam horizontalmente em oposição às imponentes pirâmides maias e muitas vezes tinham acesso restrito. Os cômodos costumavam ter bancos de pedra, usados para dormir, e buracos indicam onde as cortinas costumavam ser penduradas. Grandes palácios, como em Palenque, podiam ser equipados com um suprimento de água e banhos de vapor eram frequentemente encontrados dentro do complexo ou nas proximidades. Durante o início do período clássico, os governantes às vezes eram enterrados sob o complexo da acrópole. Algumas salas nos palácios eram verdadeiras salas do trono; no palácio real de Palenque havia várias salas do trono que eram usadas para eventos importantes, incluindo a inauguração de novos reis.
Os palácios são geralmente dispostos em torno de um ou mais pátios, com as fachadas voltadas para o interior; alguns exemplos são adornados com esculturas. Alguns palácios possuem descrições hieroglíficas associadas que os identificam como residências reais de governantes nomeados. Há evidências abundantes de que os palácios eram muito mais do que simples residências de elite, e que uma série de atividades cortesãs acontecia neles, incluindo audiências, recepções formais e rituais importantes.

#### Pirâmides e templos

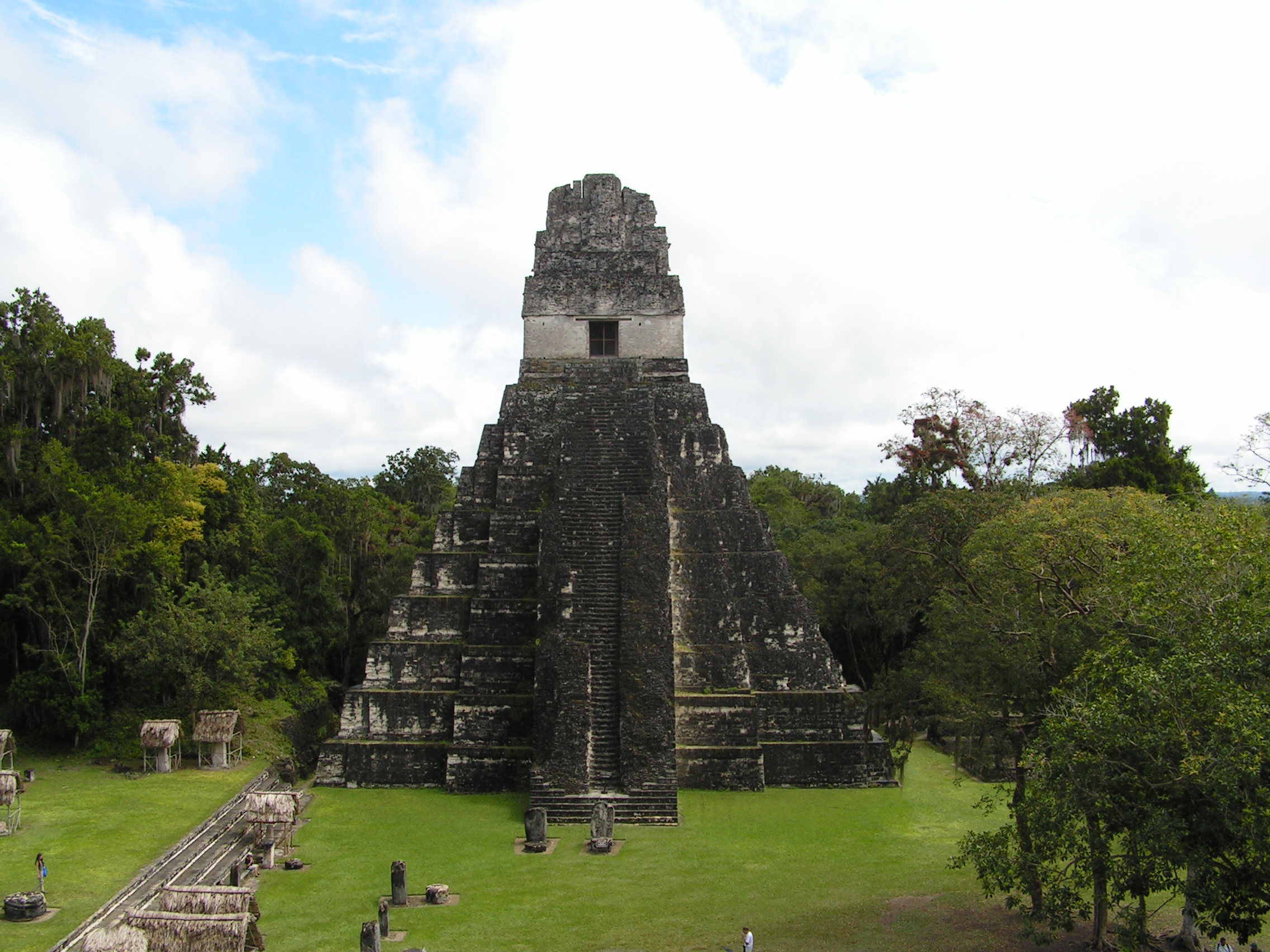
O Templo I, em Tikal, é uma estrutura funerária em homenagem ao rei Jasaw Chan Kʼawiil I.

Os templos às vezes eram chamados em textos hieroglíficos como kʼuh nah, que significa "casa de deus". Os templos foram erguidos em plataformas, na maioria das vezes em uma pirâmide. Os primeiros templos eram provavelmente cabanas de palha construídas sobre plataformas baixas. No final do período pré-clássico, suas paredes eram de pedra e o desenvolvimento do falso arco permitiu que os telhados de pedra substituíssem o colmo. No período clássico, os telhados dos templos eram cobertos de forma a aumentar a altura do templo e serviam como base para a arte monumental. Os santuários do templo continham entre uma e três salas e eram dedicados a importantes divindades. Essa divindade pode ser um dos deuses padroeiros da cidade ou um ancestral deificado. Em geral, as pirâmides independentes eram santuários em homenagem a ancestrais poderosos.

#### Grupos E e observatórios
Os maias eram observadores atentos do Sol, estrelas e planetas. Os edifício do Grupos E eram um arranjo particular de templos relativamente comuns na região maia; eles pegaram seus nomes do Grupo E em Uaxactun. Eles consistiam em três pequenas estruturas voltadas para uma quarta estrutura e eram usados para marcar os solstícios e equinócios. Os primeiros exemplos datam do período pré-clássico.

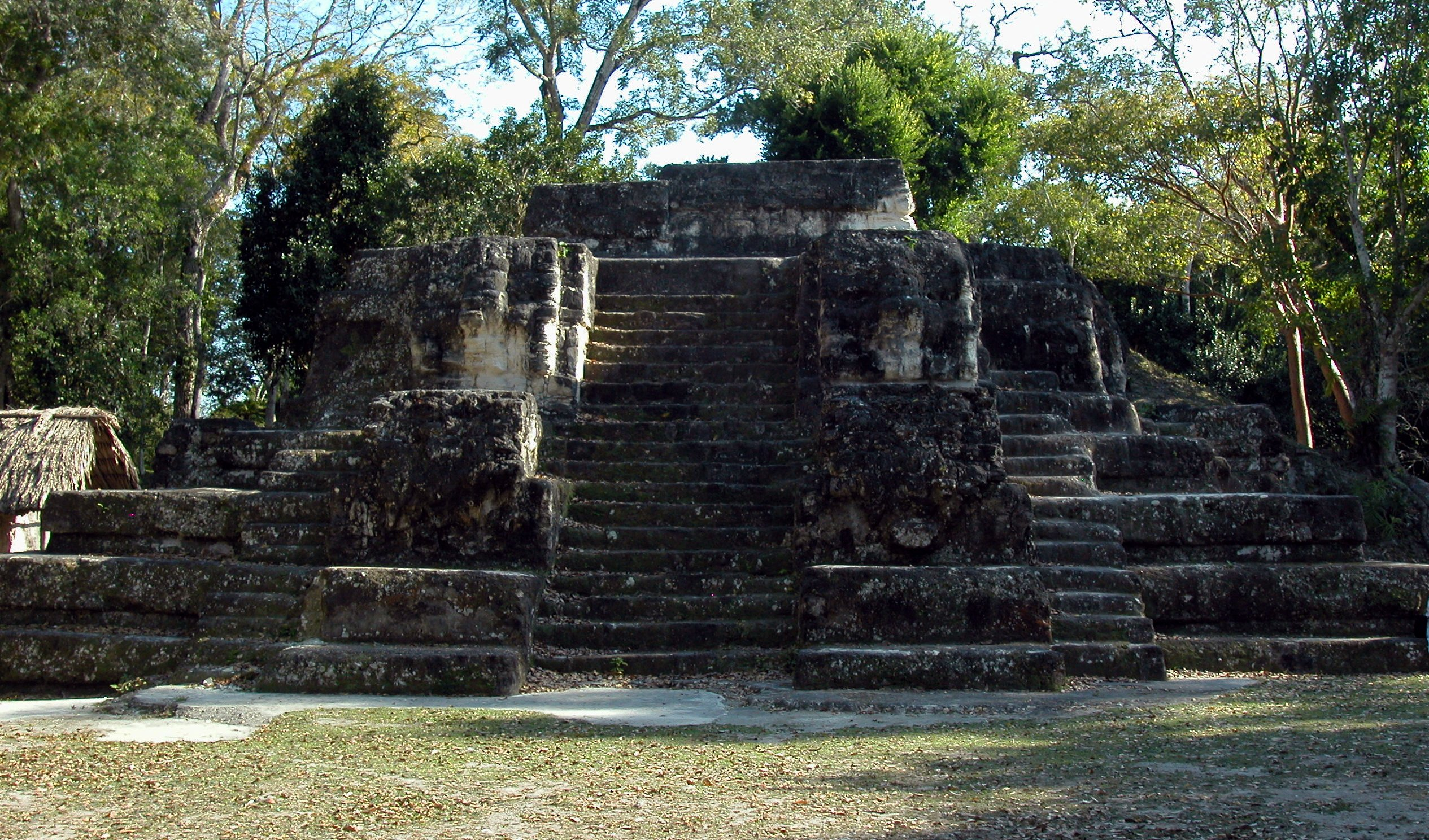
Face norte do Templo das Máscaras, em Uaxactun

O complexo conhecido como Mundo Perdido em Tikal começou como um Grupo E construído no final do pré-clássico médio. Devido à sua natureza, o layout básico de um Grupo E era constante. Uma estrutura era construída no lado oeste de uma praça; geralmente era uma pirâmide radial com escadas voltadas para as direções cardeais. Ficava voltado para o leste, através da praça, para três pequenos templos do outro lado. Da pirâmide oeste, o Sol era visto surgindo sobre esses templos nos solstícios e equinócios. Os templos do Grupo E foram criados na área central e sul dos maias por mais de um milênio; nem todos estavam devidamente alinhados como observatórios e sua função pode ter sido simbólica.
Além dos Grupos E, os maias construíram outras estruturas dedicadas à observação dos movimentos dos corpos celestes. Muitos edifícios maias foram alinhados com corpos astronômicos, incluindo o planeta Vênus e várias constelações. A estrutura do El Caracol em Chichén Itzá era um edifício circular de vários níveis, com uma superestrutura cônica. Possui janelas com fendas que marcam os movimentos de Vênus. Em Copán, um par de estelas foi erguido para marcar a posição do sol poente nos equinócios.

#### Pirâmides triádicas

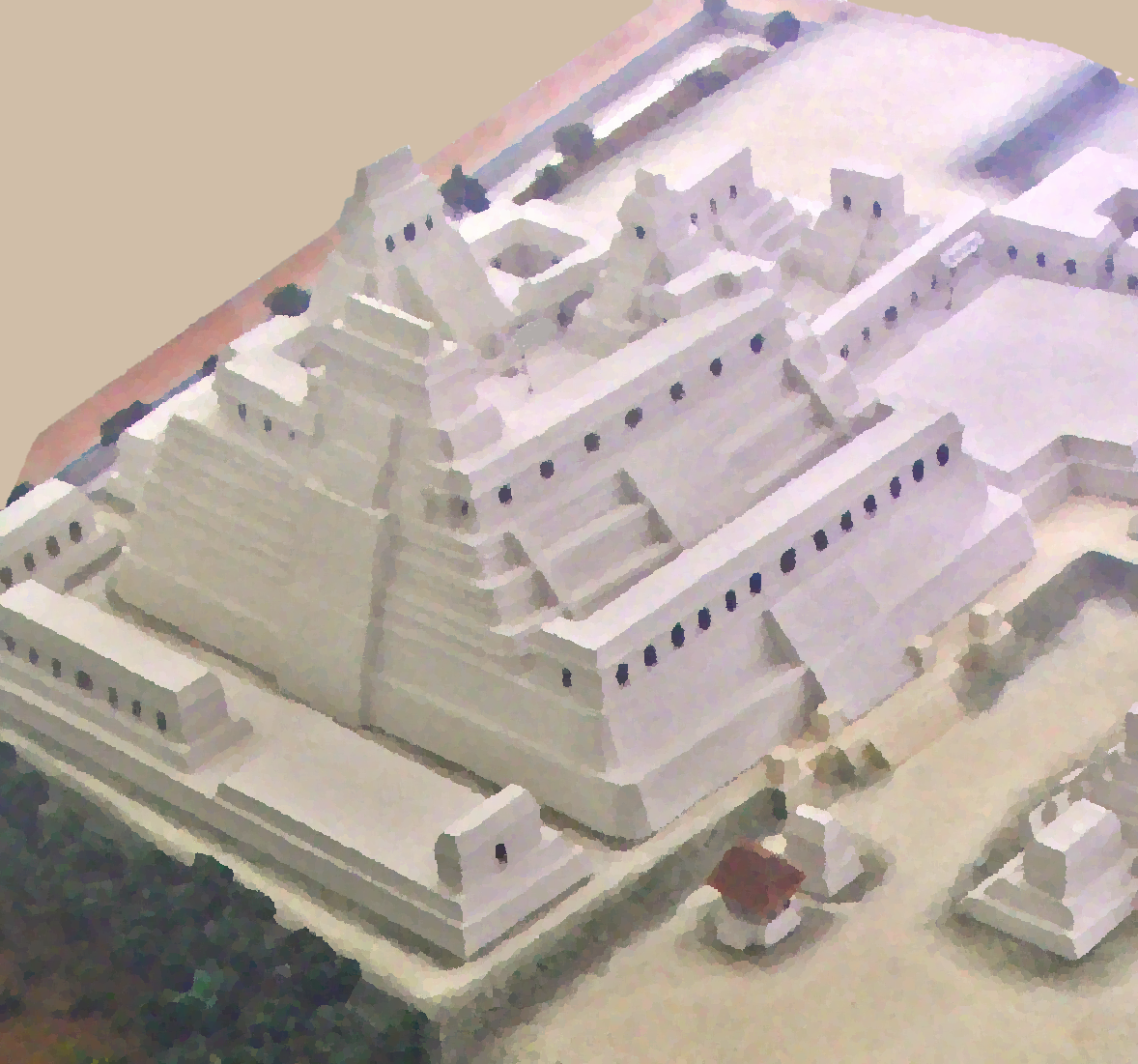
Modelo de uma pirâmide triádica em Caracol, no Belize

As pirâmides triádicas apareceram pela primeira vez no pré-clássico. Eles consistiam em uma estrutura dominante flanqueada por dois edifícios menores voltados para o interior, todos montados sobre uma única plataforma basal. A maior pirâmide triádica conhecida foi construída em El Mirador, na Bacia de Petén; cobre uma área seis vezes maior que a do Templo IV, a maior pirâmide de Tikal. Todas as três superestruturas têm escadas que conduzem da praça central ao topo da plataforma basal. Nenhum precursor de grupos triádicos estabelecido com segurança é conhecido, mas eles podem ter se desenvolvido a partir da construção de conjuntos de Grupo E. A forma triádica era a forma arquitetônica predominante na região de Petén durante o pré-clássico tardio. Exemplos de pirâmides triádicas são conhecidos em até 88 sítios arqueológicos. Em Nakbe, há pelo menos uma dúzia de exemplos de complexos triádicos e as quatro maiores estruturas da cidade são triádicas por natureza. No El Mirador, provavelmente existem até 36 estruturas triádicas. Exemplos da forma triádica são conhecidos até mesmo em Dzibilchaltun, no extremo norte da Península de Iucatã, e Qʼumarkaj, nas Terras Altas da Guatemala. A pirâmide triádica permaneceu uma forma arquitetônica popular por séculos depois que os primeiros exemplos foram construídos; continuou em uso no período clássico, com exemplos posteriores sendo encontrados em Uaxactun, Caracol, Seibal, Nakum, Tikal e Palenque. O exemplo Qʼumarkaj é o único datado do período pós-clássico. A forma de triplo templo da pirâmide triádica parece estar relacionada à mitologia maia.

#### Quadras de bola
A quadra de jogo de bola mesoamericano é uma forma distinta de arquitetura pan-mesoamericana. Embora a maioria das quadras maias datem do período clássico, os primeiros exemplos apareceram por volta de 1 000 a.C. no noroeste de Iucatã, durante o pré-clássico médio. Na época do contato com os espanhóis, os campos só eram usados nas montanhas da Guatemala, em cidades como Qʼumarkaj e Iximche. Ao longo da história maia, as quadras de bola mantiveram uma forma característica, consistindo em uma forma de ɪ, com uma área de jogo central terminando em duas zonas transversais. A área central de jogo geralmente mede entre 20 e 30 metros de comprimento e é flanqueado por duas estruturas laterais que se erguiam até 3 a 4 metros de altura. As plataformas laterais frequentemente suportavam estruturas que podem ter acomodado espectadores privilegiados. A Grande Quadra de Bola de Chichén Itzá é o maior da Mesoamérica, medindo 83 metros de comprimento por 30 metros de largura, com paredes de 8,2 metros de altura.

### Estilos arquitetônicos regionais
Embora as cidades maias compartilhassem muitas características comuns, havia uma variação considerável no estilo arquitetônico. Esses estilos foram influenciados por fatores como os materiais de construção disponíveis localmente, o clima, a topografia e as preferências culturais locais. No período clássico tardio, essas diferenças locais desenvolveram-se em estilos arquitetônicos regionais distintos.

#### Petén Central
O estilo de arquitetura do centro de Petén é modelado em relação a grande cidade de Tikal. O estilo é caracterizado por pirâmides altas que sustentam um santuário no topo adornado com um telhado mais alto e acessado por uma única porta. As características adicionais são o uso de pares de estela-altar e a decoração de fachadas arquitetônicas, vergas e pentes de telhado com esculturas de governantes e deuses em relevo. Um dos melhores exemplos de arquitetura de estilo do centro de Petén é o Templo Tikal I. Exemplos de locais no estilo Petén Central incluem Altún Ha, Calakmul, Holmul, Ixkun, Nakum, Naranjo e Yaxhá.

#### Puuc
O exemplo da arquitetura no estilo Puuc é Uxmal. O estilo se desenvolveu nas colinas Puuc, no noroeste de Yucatán; durante o clássico tardio ele se espalhou para além desta região central ao norte da Península de Iucatã. Os locais de Puuc substituíram núcleos de entulho por cimento de cal, resultando em paredes mais fortes e também reforçando seus falsos arcos; isso permitiu que cidades no estilo Puuc construíssem arcadas de entrada independentes. As fachadas superiores dos edifícios eram decoradas com pedras pré-cortadas em mosaico, erguidas voltadas para o núcleo, formando composições elaboradas de divindades de nariz comprido, como o deus da chuva Chaac e a Itzamna. Os motivos também incluíam padrões geométricos, treliças e carretéis, possivelmente influenciados por estilos das terras altas de Oaxaca, fora da área maia. Em contraste, as fachadas inferiores foram deixadas sem decoração. Pentes de telhado eram relativamente incomuns em locais de Puuc.

#### Chenes
O estilo Chenes é muito semelhante ao estilo Puuc, mas é anterior ao uso das fachadas em mosaico da região de Puuc. Apresentava fachadas totalmente adornadas nas seções superior e inferior das estruturas. Algumas portas eram cercadas por máscaras em mosaico de monstros representando divindades da montanha ou do céu, identificando as portas como entradas para o reino sobrenatural. Alguns edifícios continham escadas internas que acessavam níveis diferentes. O estilo Chenes é mais comumente encontrado na porção sul da Península de Iucatã, embora edifícios individuais no estilo possam ser encontrados em outras partes da península. Exemplos de sítios arqueológicos Chenes incluem Dzibilnocac, Hochob, Santa Rosa Xtampak e Tabasqueño.

#### Río Bec
O estilo Río Bec forma uma sub-região do estilo Chenes e também apresenta elementos do estilo do centro de Petén, como pentes de telhado proeminentes. Os seus palácios distinguem-se pela decoração em torre falsa, sem divisões interiores, com escadas íngremes, quase verticais, e portas falsas. Essas torres eram adornadas com máscaras de divindades e foram construídas para impressionar o observador, ao invés de servir a qualquer função prática. Essas falsas torres só são encontradas na região do Río Bec. Os locais de Río Bec incluem Chicanná, Hormiguero e Xpuhil.

#### Usumacinta
O estilo Usumacinta desenvolveu-se no terreno acidentado da drenagem de Usumacinta. As cidades aproveitaram as encostas para apoiar sua arquitetura principal, como em Palenque e Yaxchilan. Os locais modificaram a abóbada para permitir paredes mais finas e múltiplas portas de acesso aos templos. Como em Petén, os favo do telhado adornavam as estruturas principais. Os palácios tinham várias entradas que usavam entradas de em vez de abóbadas de mísulas . Muitos locais ergueram estelas, mas Palenque desenvolveu painéis finamente esculpidos para decorar seus edifícios.

## Língua

Mapa das rotas de migração da língua maia

Antes de 2 000 a.C., os maias falavam uma única língua, apelidada de protomaia pelos linguistas. A análise linguística do vocabulário protomaia reconstruído sugere que a pátria original desse povo estava nas terras altas do oeste ou norte da Guatemala, embora as evidências não sejam conclusivas. O protomaia divergiu durante o período pré-clássico para formar os principais grupos de línguas maias que compõem a família, incluindo huastecano, línguas quicheanas, línguas canjobalanas, mameano, tz'eltalano-cholano e iucateano.
Esses grupos divergiram ainda mais durante a era pré-colombiana, formando mais de 30 línguas que sobreviveram até os tempos modernos. A linguagem de quase todos os textos maias clássicos em toda a área maia foi identificada como língua maia clássica; o texto pré-clássico tardio de Kaminaljuyu, nas terras altas, também parece estar em, ou relacionado a, língua clássica maia. O uso dela como a língua dos textos maias, no entanto, não indica necessariamente que era essa a língua comumente usada pela população local - pode ter sido equivalente ao latim medieval como uma língua ritual ou de prestígio, usada pela elite maia na comunicação política, como na diplomacia e nas relações comerciais. No período pós-clássico, Yucatec também estava sendo escrito em códices maias ao lado da língua maia clássica.

## Escrita e alfabetização

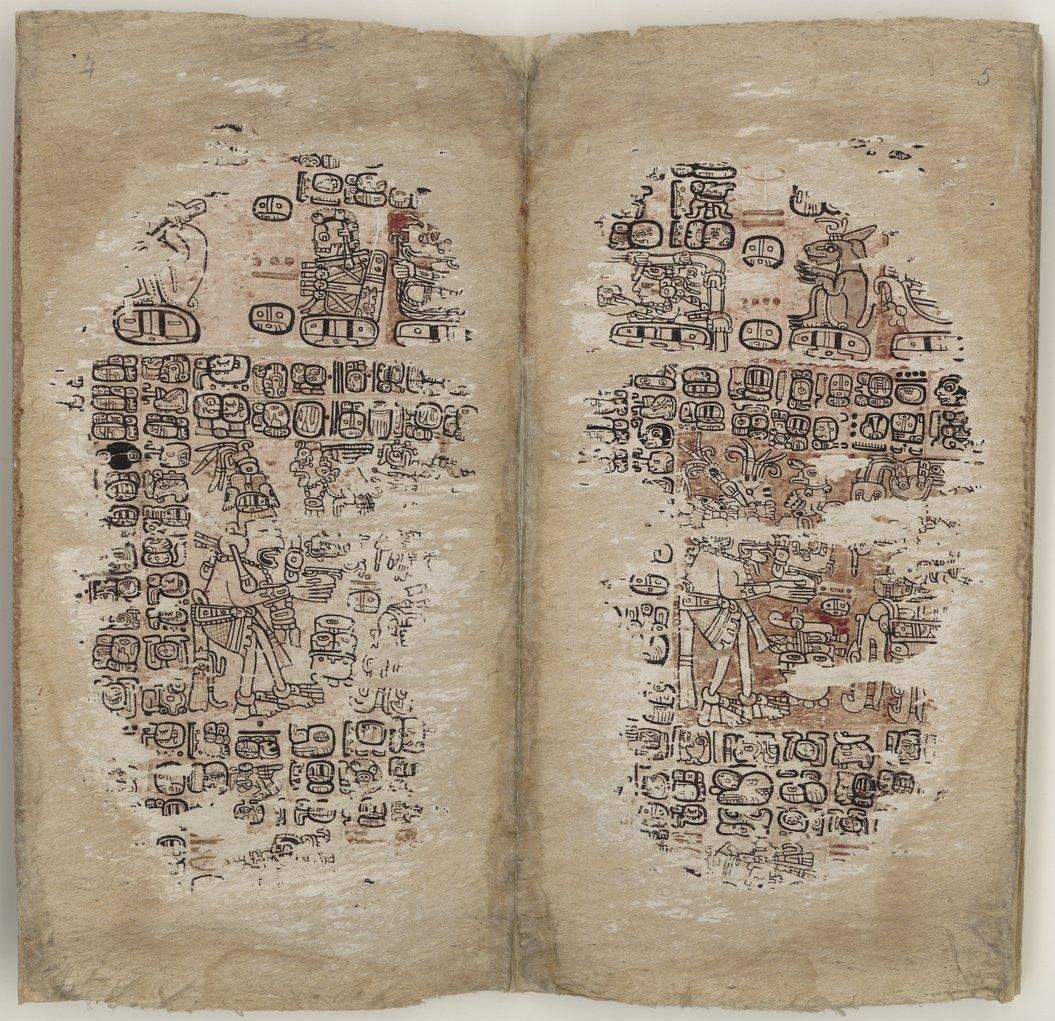
Páginas do Códice de Paris, do período pós-clássico, um dos poucos códices maias existentes

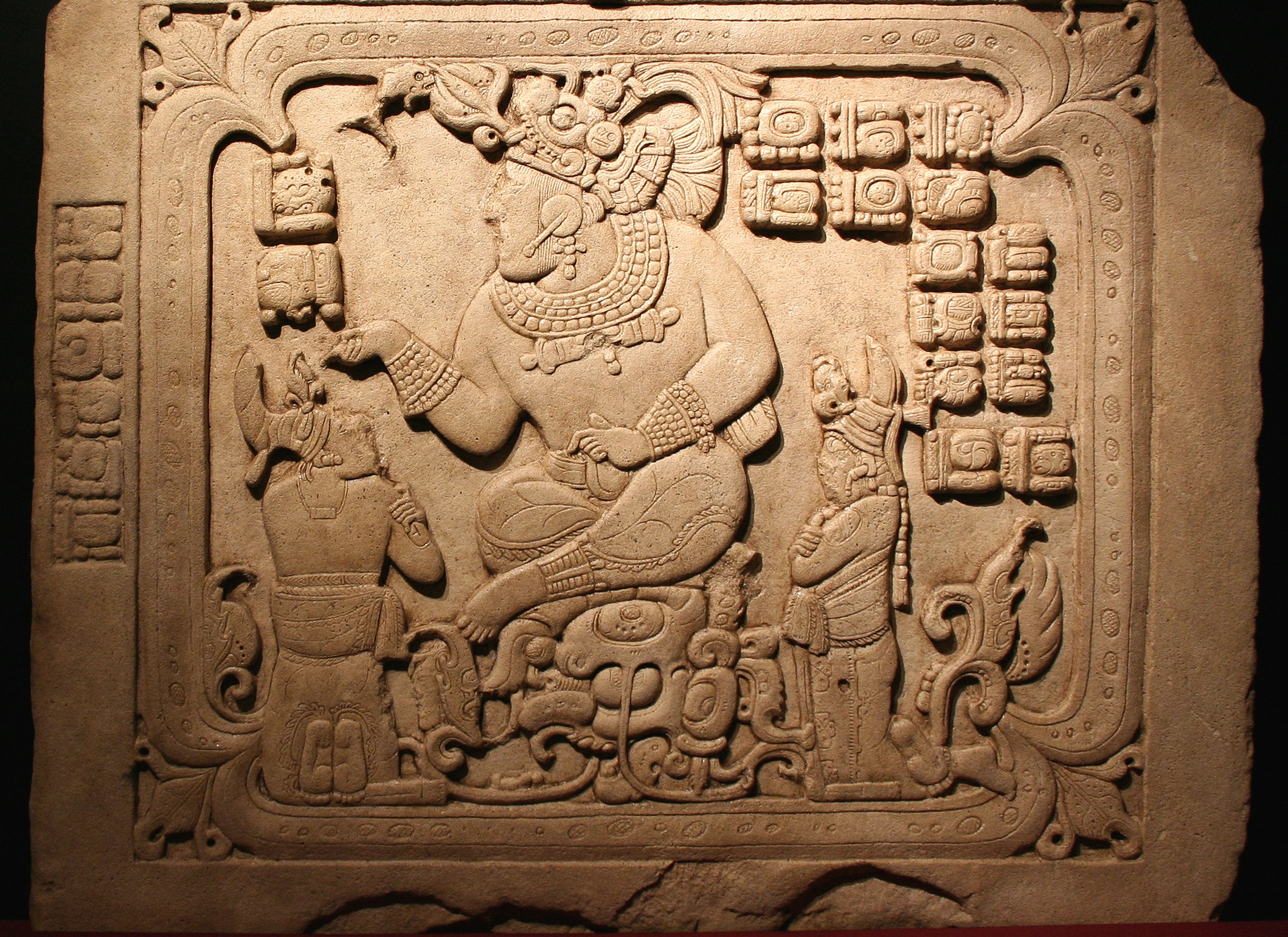
A escrita maia no Painel 3 de Cancuén descreve a instalação de dois vassalos em Machaquilá pelo rei de Cancuén, Taj Chan Ahk.

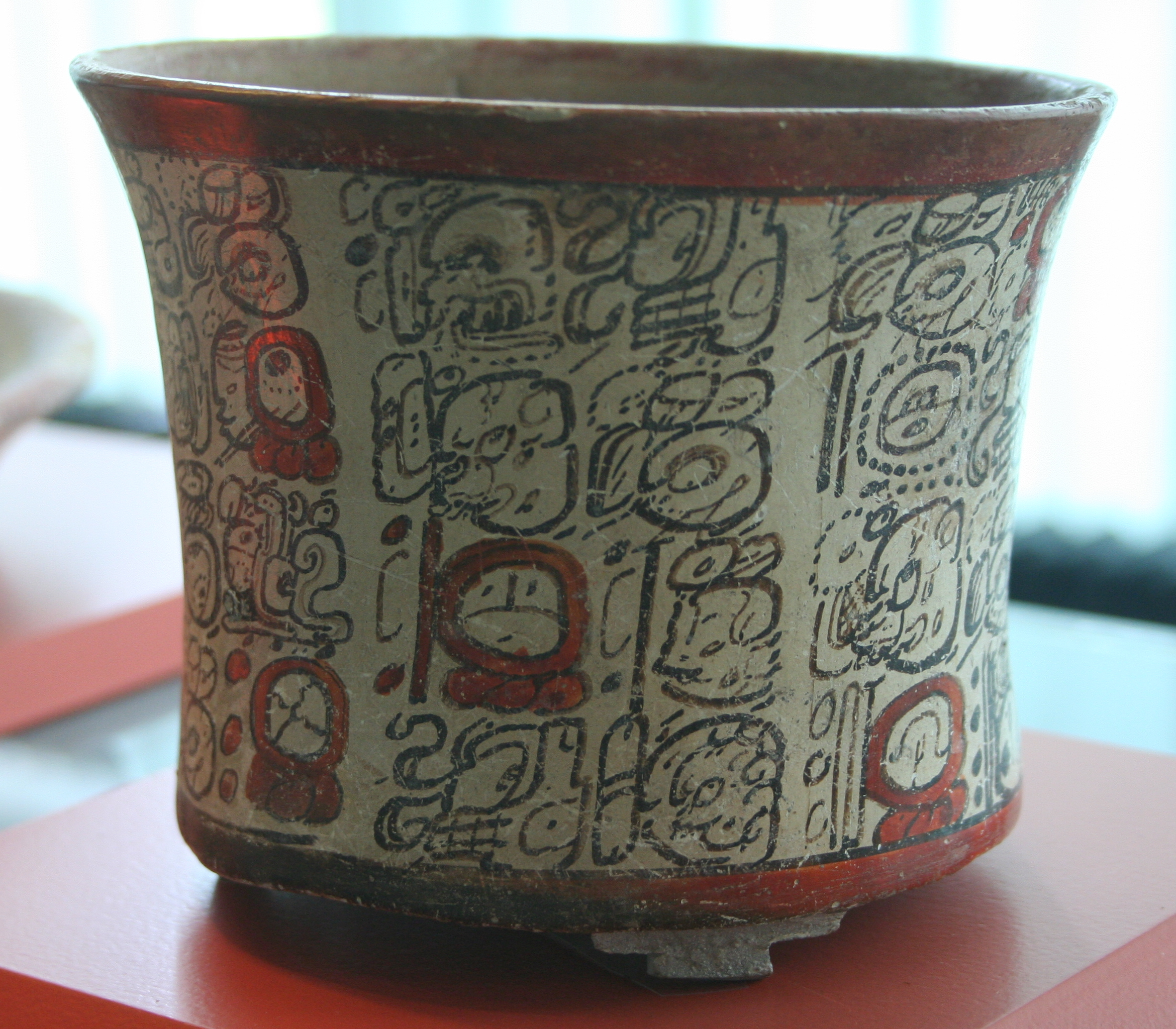
Vaso de cerâmica pintado com escrita maia, no Museu Etnológico de Berlim

O sistema de escrita maia é uma das realizações mais notáveis dos habitantes pré-colombianos das Américas. Foi o sistema de escrita mais sofisticado e altamente desenvolvido entre os mais de doze idiomas que foram desenvolvidos na Mesoamérica. As primeiras inscrições em uma escrita maia identificável datam de (300–200 a.C.), na Bacia de Petén. No entanto, isso é precedido por vários outros sistemas de escrita mesoamericanos, como as escritas ístmica e zapoteca. A escrita maia primitiva apareceu na costa do Pacífico da Guatemala no final do século I ou início do século II. Semelhanças entre a escrita ístmica e a escrita maia primitiva da costa do Pacífico sugerem que os dois sistemas se desenvolveram em conjunto. Por volta do ano 250, a escrita maia havia se tornado um sistema de escrita mais formal e consistente.
A Igreja Católica e os oficiais coloniais, notadamente o  bispo Diego de Landa, destruíram textos maias onde quer que os encontrassem e, com eles, a maior parte do conhecimento da escrita maia. No entanto, por um acaso, três códices pré-colombianos não contestados datados do período pós-clássico foram preservados. Estes são conhecidos como Códice de Madrid, Códice de Dresden e Códice de Paris. Algumas páginas sobrevivem em um quarto texto, o Códice Grolier, cuja autenticidade é contestada. A arqueologia conduzida em sítios maias frequentemente revela outros fragmentos, pedaços retangulares de gesso e lascas de tinta que já foram códices; esses vestígios tentadores estão, no entanto, muito danificados para que quaisquer inscrições tenham sobrevivido, sendo que a maior parte do material orgânico se deteriorou. Em referência aos poucos escritos maias existentes, Michael D. Coe afirmou:
A maior parte da escrita maia pré-colombiana que sobreviveu data do período clássico e está contida em inscrições de pedra de sítios maias, como estelas ou em vasos de cerâmica. Outras mídias incluem os códices já mencionados, fachadas de estuque, afrescos, vergas de madeira, paredes de cavernas e artefatos portáteis feitos de uma variedade de materiais, como osso, concha, obsidiana e jade.— Michael D. Coe, The Maya

### Sistema de escrita
O sistema de escrita maia (frequentemente chamado de hieróglifos devido a uma semelhança superficial com a escrita do Antigo Egito) é um sistema de escrita logossilábico, combinando um silabário de sinais fonéticos, que representam sílabas, com logogramas, que representam palavras inteiras. Entre os sistemas de escrita do Novo Mundo pré-colombiano, a escrita maia representa a língua falada da forma mais próxima. Não mais do que cerca de 500 glifos estavam em uso, sendo que cerca de 200 (incluindo variações) eram fonéticos.
A escrita maia estava em uso até a chegada dos europeus, seu pico de uso durante o período clássico. Mais de 10 mil textos individuais foram recuperados, a maioria inscritos em monumentos de pedra, lintéis, estelas e cerâmicas. Os maias também produziram textos pintados em uma forma de papel manufaturado a partir de casca de árvore processada, geralmente conhecida agora pelo termo náuatle "amatl", usado para produzir códices. O conhecimento da escrita maia persistiram entre segmentos da população até a conquista espanhola. Essa habilidade foi posteriormente perdida, como resultado do impacto do domínio espanhol na sociedade maia.
A decifração e recuperação do conhecimento da escrita maia foi um processo longo e trabalhoso. Alguns elementos foram decifrados pela primeira vez no final do século XIX e no início do século XX, principalmente as partes relacionadas a números, calendário maia e astronomia. Grandes avanços foram feitos entre os anos 1950 e 1970 e se aceleraram rapidamente depois disso. No final do século XX, os estudiosos já eram capazes de ler a maioria dos textos maias e o trabalho, ainda em andamento, continua a iluminar ainda mais o conteúdo produzido por essa civilização.

### Escrita logossilábica
A unidade básica do texto logossilábico maia é o bloco de glifos, que transcreve uma palavra ou frase. O bloco é composto de um ou mais glifos individuais anexados uns aos outros para formar o bloco de glifos, geralmente separados por um espaço. Os blocos de glifos são frequentemente organizados em um padrão de grade. Para facilidade de referência, os epígrafos referem-se aos blocos de glifos da esquerda para a direita em ordem alfabética e de cima para baixo em ordem numérica. Assim, qualquer bloco de glifo em um trecho de texto pode ser identificado. C4 seria o terceiro bloco contando da esquerda e o quarto bloco contando para baixo. Se um monumento ou artefato tiver mais de uma inscrição, os rótulos das colunas não se repetem, mas continuam na série alfabética; se houver mais de 26 colunas, a rotulagem continua como A', B', etc. Os rótulos das linhas numéricas reiniciam de 1 para cada unidade de texto.

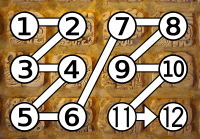
Ordem de leitura do texto hieroglífico maia

Embora o texto maia possa ser organizado de várias maneiras, geralmente é organizado em colunas duplas de blocos de glifos. A ordem de leitura do texto começa na parte superior esquerda (bloco A1), continua até o segundo bloco na coluna dupla (B1), depois desce uma linha e começa novamente na metade esquerda da coluna dupla (A2), e assim continua em zigue-zague. Uma vez que o fundo é alcançado, a inscrição continua a partir do canto superior esquerdo da próxima coluna dupla. Onde uma inscrição termina em uma única coluna (não emparelhada), esta coluna final é geralmente lida para baixo.
Os blocos de glifos individuais podem ser compostos por vários elementos. Estes consistem no signo principal e quaisquer afixos. Os sinais principais representam o elemento principal do bloco e podem ser um substantivo, verbo, advérbio, adjetivo ou sinal fonético. Alguns signos principais são abstratos e alguns são imagens do objeto que representam, enquanto outros são "variantes da cabeça", personificações da palavra que representam. Os afixos são elementos retangulares menores, geralmente ligados a um signo principal, embora um bloco possa ser composto inteiramente de afixos. Os afixos podem representar uma ampla variedade de elementos da fala, incluindo substantivos, verbos, sufixos verbais, preposições, pronomes e muito mais. Pequenas seções de um signo principal podiam ser usadas para representar todo o signo principal e os escribas maias eram altamente criativos no uso e adaptação de elementos dos glifos.

### Ferramentas de escrita
Embora o registro arqueológico não forneça exemplos de pincéis ou canetas, a análise dos traços de tinta nos códices pós-clássicos sugere que era aplicado com um pincel com a ponta feita de cabelo flexível. Uma escultura do período clássico de Copán, em Honduras, retrata um escriba com um tinteiro feito de uma concha. Escavações em Aguateca descobriram uma série de artefatos de escribas das residências de escribas da elite, incluindo paletas, almofarizes e pilões.

### Escribas e alfabetização
Os plebeus eram analfabetos; escribas eram parte da elite. Não se sabe se todos os membros da aristocracia sabiam ler e escrever, embora pelo menos algumas mulheres pudessem, uma vez que existem representações de escribas na arte maia. Eles eram chamados de aj tzʼib, que significa "aquele que escreve ou pinta". Provavelmente havia escolas de escribas onde os membros da aristocracia eram ensinados a escrever. A atividade dos escribas é identificável no registro arqueológico; Jasaw Chan Kʼawiil I, rei de Tikal, foi enterrado com seu pote de tinta. Alguns corpos de membros mais jovens da dinastia real de Copán também foram encontrados enterrados com seus instrumentos de escrita. Um palácio em Copán foi identificado como pertencente a uma nobre linhagem de escribas; é decorado com esculturas que incluem figuras segurando potes de tinta.
Embora não se saiba muito sobre os escribas maias, alguns assinaram seus trabalhos, tanto em cerâmica quanto em escultura em pedra. Normalmente, apenas um único escriba assinava um vaso de cerâmica, mas vários escultores são conhecidos por terem registrado seus nomes em esculturas de pedra; oito escultores assinaram uma estela em Piedras Negras. No entanto, a maioria das obras permaneceu sem assinatura de seus artistas.

## Matemática
Em comum com as outras civilizações mesoamericanas, os maias usavam um sistema de base 20 (vigesimal). O sistema de contagem de barras e pontos que é a base dos algarismos maias estava em uso na Mesoamérica desde por volta de 1 000 a.C.; os maias o adotaram no período pré-clássico tardio e adicionaram o símbolo do zero  Esta pode ter sido a primeira ocorrência conhecida da ideia de um zero explícito em todo o mundo, embora possa ser mais recente que o sistema babilônico, feito na Mesopotâmia. O primeiro uso explícito de zero ocorreu em monumentos datados do ano 357. Em seus primeiros usos, o zero serviu como um marcador, indicando a ausência de uma contagem calendárica particular. Posteriormente, evoluiu para um numeral que servia para realizar cálculos e foi utilizado em textos hieroglíficos por mais de mil anos, até que o sistema de escrita foi extinto pelos espanhóis.
O sistema numérico básico consiste em um ponto para representar um e uma barra para representar cinco. No período pós-clássico, um símbolo de casca representava zero; durante o período clássico, outros glifos foram usados. Os numerais maias de 0 a 19 usavam repetições desses símbolos. O valor de um numeral era determinado por sua posição; à medida que um numeral é deslocado para cima, seu valor básico é multiplicado por vinte. Dessa forma, o símbolo mais baixo representaria unidades e o símbolo logo acima representaria múltiplos de vinte, enquanto o símbolo acima desse representaria múltiplos de 400 e assim por diante. Por exemplo, o número 884 seria escrito com quatro pontos no nível mais baixo, quatro pontos no próximo nível acima e dois pontos no próximo nível, para dar 4 × 1 + 4 × 20 + 2 × 400 = 884 . Usando esse sistema, os maias eram capazes de registrar números enormes. Cálculos simples de adição podiam ser realizados somando os pontos e barras em duas colunas para dar o resultado em uma terceira coluna.

## Calendário

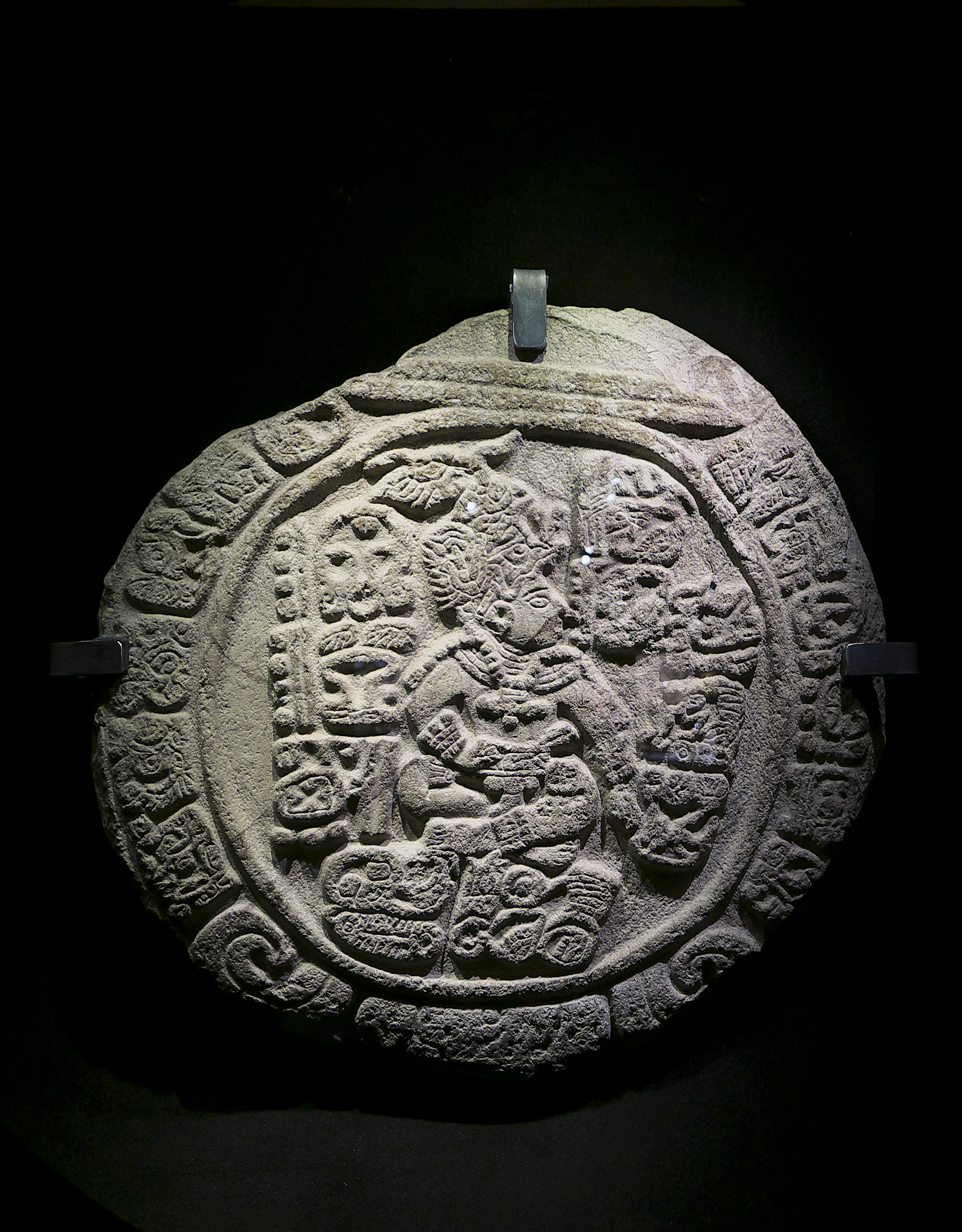
Calendário maia de Quiriguá, no Museu Nacional de Arqueologia e Etnologia da Guatemala

O sistema calendárico maia, em comum com outros calendários mesoamericanos, teve suas origens no período pré-clássico. No entanto, foram os maias que desenvolveram o calendário ao máximo de sofisticação, registrando os ciclos lunares e solares, eclipses e movimentos dos planetas com grande precisão. Em alguns casos, os cálculos maias eram mais precisos do que cálculos equivalentes feitos no Velho Mundo na época; por exemplo, o ano solar maia era calculado com maior precisão do que o ano juliano. O calendário maia estava intrinsecamente ligado ao ritual maia e era fundamental para as práticas religiosas dessa civilização.
O calendário combinava uma contagem longa não repetida com três ciclos interligados, cada um medindo um período progressivamente maior. Esses eram os tzolkʼin de 260 dias, o haabʼ de 365 dias e o ciclo do calendário de 52 anos, resultante da combinação do tzolkʼin com o haab' . Havia também ciclos de calendários adicionais, como um ciclo de 819 dias associado aos quatro quadrantes da cosmologia maia, governado por quatro aspectos diferentes do deus Kʼawiil.
A unidade básica no calendário maia era um dia, ou kʼin, e 20 kʼin agrupados para formar um winal. A próxima unidade, em vez de ser multiplicada por 20, conforme exigido pelo sistema vigesimal, era multiplicada por 18 a fim de fornecer uma aproximação grosseira do ano solar (produzindo assim 360 dias). Esse ano de 360 dias era chamado de tun. Cada nível sucessivo de multiplicação seguia o sistema vigesimal.
| Período    | Cálculo                               | Período             | Anos (aprox. )  |
| ---------- | ------------------------------------- | ------------------- | --------------- |
| parente    | 1 dia                                 | 1 dia               |                 |
| winal      | 1 x 20                                | 20 dias             |                 |
| tun        | 18 x 20                               | 360 dias            | 1 ano           |
| kʼatun     | 20 x 18 x 20                          | 7 200 dias          | 20 anos         |
| Bak'tun    | 20 x 18 x 20 x 20                     | 144 000 dias        | 394 anos        |
| piktun     | 20 x 18 x 20 x 20 x 20                | 2 880 000 dias      | 7 885 anos      |
| Kalabtun   | 20 x 18 x 20 x 20 x 20 x 20           | 57 600 000 dias     | 157 700 anos    |
| Kinchiltun | 20 x 18 x 20 x 20 x 20 x 20 x 20      | 1 152 000 000 dias  | 3 154 004 anos  |
| Alawtun    | 20 x 18 x 20 x 20 x 20 x 20 x 20 x 20 | 23 040 000 000 dias | 63 080 082 anos |

O tzolkʼin de 260 dias fornecia o ciclo básico da cerimônia maia e os fundamentos da profecia maia. Nenhuma base astronômica para esta contagem foi provada e pode ser que a contagem de 260 dias seja baseada no período de gestação humana. Isso é reforçado pelo uso do tzolkʼin para registrar datas de nascimento e fornecer a profecia correspondente. O ciclo de 260 dias repetiu uma série de nomes de 20 dias, com um número de 1 a 13 prefixado para indicar onde no ciclo um determinado dia ocorreu.
O haab de 365 dias era produzido por um ciclo de dezoito denominados winals de 20 dias, completado pela adição de um período de 5 dias denominado wayeb, que era considerado um momento perigoso, pois seria quando as barreiras entre os reinos mortal e sobrenatural eram quebradas, permitindo que divindades malignas cruzassem e interferissem nos assuntos humanos. De forma semelhante ao tzʼolkin, o winal seria prefixado por um número (de 0 a 19), no caso do período wayeb mais curto, os números do prefixo iam de 0 a 4. Visto que cada dia no tzʼolkin tinha um nome e número (por exemplo, 8 Ajaw), isso se interligaria com o haab, produzindo um número e nome adicionais, para dar a qualquer dia uma designação mais completa, por exemplo 8 Ajaw 13 Keh. Esse nome de dia só poderia ocorrer uma vez a cada 52 anos e esse período é conhecido pelos maias como ciclo do calendário. Na maioria das culturas mesoamericanas, o ciclo era a maior unidade para medir o tempo.
Como acontece com qualquer calendário não repetitivo, os maias mediam o tempo a partir de um ponto inicial fixo. Os maias definiram o início de seu calendário como o fim de um ciclo anterior de bakʼtuns, equivalente a um dia no ano 3 114 a.C.. Os maias acreditavam que esse era o dia da criação do mundo em sua forma atual. Os maias usavam o calendário de contagem longa para fixar qualquer dia do ciclo em seu grande ciclo piktun atual, que consistia em 20 bakʼtuns. Havia alguma variação no calendário, especificamente textos em Palenque demonstram que o ciclo do piktun que terminou em 3 114 a.C. tinha apenas 13 bakʼtuns, mas outros usavam um ciclo de 13 + 20 bakʼtuns no piktun atual.
Uma data de contagem longa completa consistia em um glifo introdutório seguido por cinco glifos contando o número de bakʼtuns, katʼuns, tuns, winals e kʼins desde o início da criação atual. Isso seria seguido pela porção tzʼolkin da data do ciclo do calendário e, depois de vários glifos intermediários, a data da contagem longa terminaria com a porção haab da data do ciclo.

### Correlação do calendário de contagem longa
Embora o ciclo do calendário ainda esteja em uso hoje, os maias começaram a usar uma contagem curta abreviada durante o período clássico tardio. A contagem curta é uma contagem de 13 k'atuns. O Livro de Chilam Balam de Chumayel contém a única referência colonial a datas clássicas de contagem longa. A correlação mais comumente aceita é a correlação Goodman-Martínez-Thompson, ou GMT. Isso equivale à data de contagem longa 11.16.0.0.0 13 Ajaw 8 Xul com a data gregoriana de 12 de novembro de 1539. Os epígrafos Simon Martin e Nikolai Grube defendem uma mudança de dois dias em relação à correlação GMT padrão. A Correlação de Spinden mudaria as datas de contagem longa em 260 anos; também está de acordo com as evidências documentais e é mais adequado para a arqueologia da Península de Iucatã, mas apresenta problemas com o resto da região maia. A correlação de George Vaillant mudaria todas as datas maias 260 anos depois e encurtaria muito o período pós-clássico. A datação por radiocarbono de lintéis de madeira datados em Tikal apoia a correlação GMT.

## Astronomia
O famoso astrólogo John Dee usou um espelho de obsidiana asteca para ver o futuro. Podemos desprezar suas ideias, mas podemos ter certeza de que, em perspectiva, ele estava muito mais próximo de um astrônomo sacerdote maia do que um astrônomo de nosso século.— Philosophical Transactions of the Royal Society, 1974

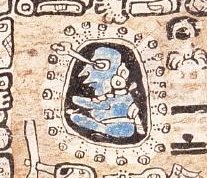
Representação de um astrônomo, no Códice de Madrid

Os maias fizeram observações meticulosas de corpos celestes, registrando pacientemente dados astronômicos sobre os movimentos do Sol, da Lua, de Vênus e das estrelas. Esta informação era usada para adivinhação, então a astronomia maia era essencialmente para propósitos astrológicos. Embora a astronomia maia fosse usada principalmente pelo sacerdócio para compreender os ciclos de tempo passados e projetá-los no futuro para produzir profecias, ela também tinha algumas aplicações práticas, como fornecer ajuda no plantio e na colheita de safras. O sacerdócio refinou as observações e registrou eclipses solares e lunares, além dos movimentos de Vênus e das estrelas; estes foram medidos contra eventos datados no passado, na suposição de que eventos semelhantes ocorreriam no futuro quando as mesmas condições astronômicas prevalecessem. Ilustrações nos códices mostram que os sacerdotes faziam observações astronômicas a olho nu, auxiliados por varas cruzadas usadas como dispositivo de mira. A análise dos poucos códices pós-clássicos restantes revelou que, na época do contato europeu, os maias haviam registrado tabelas de eclipses, calendários e conhecimentos astronômicos que eram mais precisos do que conhecimentos comparáveis na Europa naquela época.
Os maias mediram o ciclo de Vênus de 584 dias com um erro de apenas duas horas. Cinco ciclos de Vênus equivaleram a oito ciclos calendáricos haab de 365 dias e este período foi registrado nos códices. Os maias também seguiram os movimentos de Júpiter, Marte e Mercúrio. Quando Vênus surgiu como a Estrela da Manhã, isso foi associado ao renascimento dos gêmeos heróis maias. Para os maias, a ascensão helíaca de Vênus era associada à destruição e agitação. Vênus estava intimamente associado à guerra e o hieróglifo que significa "guerra" incorporava o elemento de glifo que simbolizava o planeta. As linhas de visão através das janelas do edifício Caracol em Chichén Itzá se alinham com os extremos norte e sul do caminho que Vênus percorre no céu. Governantes maias lançavam campanhas militares para coincidir com o helíaco crescente de Vênus e também sacrificavam cativos importantes para coincidir com essas conjunções.
Os eclipses solares e lunares eram considerados eventos especialmente perigosos que poderiam trazer uma catástrofe para o mundo. No Códice de Dresden, um eclipse solar é representado por uma serpente devorando o hieróglifo kʼin ("dia"). Os eclipses eram interpretados como se o Sol ou a Lua estivessem sendo mordidos, sendo que as tabelas lunares eram registradas para que os maias pudessem predizê-las e realizar as cerimônias apropriadas para evitar desastres.

## Religião e mitologia

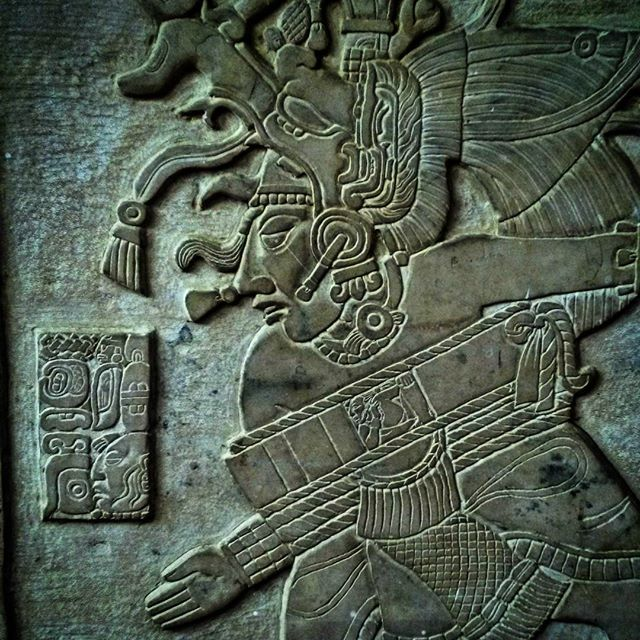
Representação de um sacerdote maia

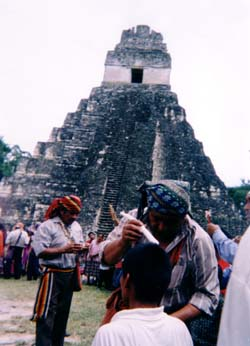
Sacerdote maia contemporâneo, em ritual de cura em Tikal

Em comum com o resto da Mesoamérica, os maias acreditavam em um reino sobrenatural habitado por uma série de divindades poderosas que precisavam ser aplacadas com oferendas cerimoniais e práticas rituais. No cerne da prática religiosa maia estava a adoração de antepassados falecidos, que intercederiam por seus descendentes vivos nas relações com o reino sobrenatural. Os primeiros intermediários entre os humanos e o sobrenatural eram os xamãs. O ritual maia incluía o uso de alucinógenos para chilan, sacerdotes oraculares. As visões para o chilan provavelmente foram facilitadas pelo consumo de nenúfares, que são alucinógenos em altas doses. Com o desenvolvimento da civilização maia, a elite dominante codificou a visão de mundo maia em cultos religiosos que justificavam seu direito de governar. No final do pré-clássico, esse processo culminou na instituição do rei divino, o kʼuhul ajaw, dotado de poder político e religioso máximo.
Os maias viam o cosmos como altamente estruturado. Havia treze níveis nos céus e nove no submundo, com o mundo mortal entre eles. Cada nível tinha quatro direções cardeais associadas a uma cor diferente; o norte era branco, o leste era vermelho, o sul era amarelo e o oeste era preto. As principais divindades tinham aspectos associados a essas direções e cores.
As famílias maias enterraram seus mortos embaixo do chão, com ofertas apropriadas ao estatuto social da família. Lá, os mortos poderiam atuar como ancestrais protetores. As linhagens maias eram patrilineares, portanto, a adoração de um ancestral masculino proeminente seria enfatizada, geralmente com um santuário doméstico. À medida que a sociedade maia se desenvolveu e a elite se tornou mais poderosa, a realeza maia criou seus santuários domésticos nas grandes pirâmides que abrigavam os túmulos de seus ancestrais.
A crença nas forças sobrenaturais permeava a vida maia e influenciava todos os seus aspectos, desde as atividades mais simples do dia-a-dia, como preparação de alimentos, ao comércio, política e atividades da elite. As divindades maias governavam todos os aspectos do mundo, visíveis e invisíveis. O sacerdócio maia era um grupo fechado, cujos membros vinham da elite estabelecida; no início do clássico, eles registravam informações rituais cada vez mais complexas em seus livros hieroglíficos, incluindo observações astronômicas, ciclos de calendário, história e mitologia. Os sacerdotes realizavam cerimônias públicas que incluíam festas, derramamento de sangue, queima de incenso, música, dança ritual e, em certas ocasiões, sacrifício humano. Durante o período clássico, o governante maia era o sumo sacerdote e o canal direto entre os mortais e os deuses. É altamente provável que, entre os plebeus, o xamanismo tenha continuado em paralelo com a religião oficial. No pós-clássico, a ênfase religiosa mudou; houve um aumento na adoração de imagens de divindades e o uso mais frequente do sacrifício humano como recurso.
Os arqueólogos reconstroem meticulosamente essas práticas e crenças rituais usando várias técnicas. Um recurso importante, embora incompleto, é a evidência física, como esconderijos dedicatórios e outros depósitos rituais, santuários e sepulturas com suas ofertas funerárias associadas. Arte, arquitetura e escrita maias são outro recurso e podem ser combinados com fontes etnográficas, como registros de práticas religiosas maias feitas pelos espanhóis durante a conquista.

### Sacrifício humano

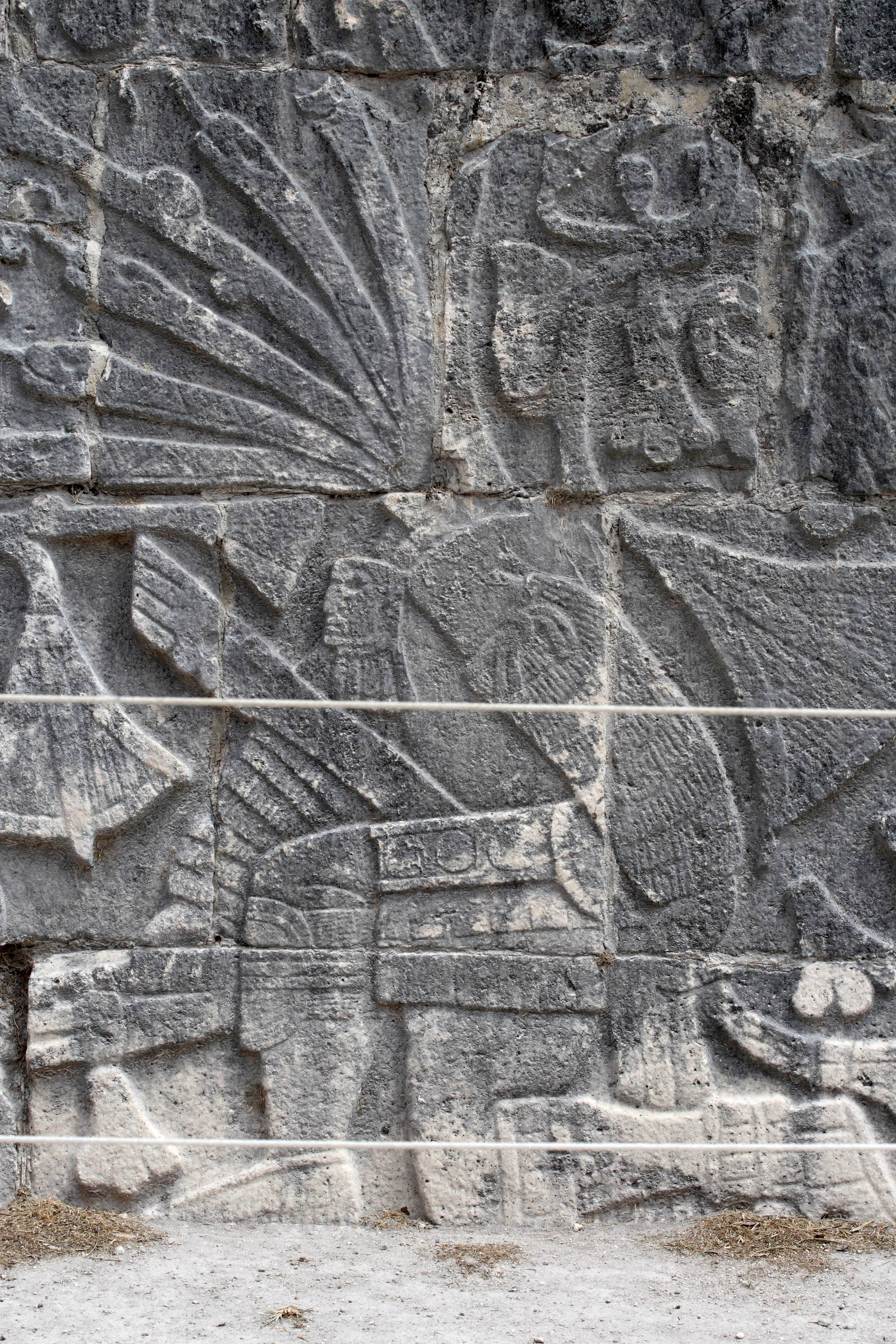
Escultura em relevo de um jogador decapitado, adornando a Grande Quadra de Chichén Itzá

O sangue era visto como uma potente fonte de nutrição para as divindades maias e uma poderosa oferenda. Por extensão, o sacrifício de uma vida humana era a oferta definitiva aos deuses, sendo que os rituais maias mais importantes culminavam em sacrifícios humanos. Geralmente, apenas prisioneiros de guerra de alto status eram sacrificados, enquanto que os cativos de status inferior eram usados para o trabalho.
Rituais importantes, como a dedicação de grandes projetos de construção ou a entronização de um novo governante, exigiam uma oferenda humana. O sacrifício de um rei inimigo era o mais valorizado e envolvia a decapitação do governante cativo em uma reconstituição ritual da decapitação do deus maia do milho pelos deuses da morte. No ano 738 d.C., o rei vassalo Kʼakʼ Tiliw Chan Yopaat de Quiriguá capturou seu soberano Uaxaclajuun Ubʼaah Kʼawiil de Copán e poucos dias depois o decapitou ritualmente. O sacrifício por decapitação é descrito na arte maia do período clássico e às vezes acontecia depois que a vítima era torturada, sendo espancada, escalpelada, queimada ou estripada de várias maneiras. Outro mito associado à decapitação era o dos gêmeos heróis contado no Popol Vuh: jogando uma partida de bola contra os deuses do submundo, os heróis alcançaram a vitória, mas um membro de cada par de gêmeos foi decapitado por seus oponentes.
Durante o período pós-clássico, a forma mais comum de sacrifício humano era a extração do coração, influenciada pelos ritos dos astecas no Vale do México; isso geralmente acontecia no pátio de um templo ou no topo das pirâmides. Em um ritual, o cadáver era esfolado por sacerdotes assistentes, exceto pelas mãos e pés, e o sacerdote oficiante então se vestia com a pele da vítima do sacrifício e realizava uma dança ritual simbolizando o renascimento da vida. Pesquisas arqueológicas indicam que o sacrifício através da extração do coração era praticado já no período clássico.

### Divindades
O mundo maia era povoado por uma grande variedade de divindades, entidades sobrenaturais e forças sagradas. Eles tinham uma interpretação tão ampla do sagrado que identificar divindades distintas com funções específicas é impreciso. A interpretação maia dos deuses estava intimamente ligada ao calendário, astronomia e sua cosmologia. A importância de uma divindade, suas características e associações variavam de acordo com o movimento dos corpos celestes. A interpretação sacerdotal dos registros astronômicos e livros era, portanto, crucial, uma vez que o sacerdote entenderia qual divindade exigia a propiciação ritual, quando as cerimônias corretas deveriam ser realizadas e o qual seria uma oferta apropriada. Cada divindade tinha quatro manifestações, associadas às direções cardeais, cada uma identificada com uma cor diferente. Eles também tinham um aspecto duplo de dia-noite/vida-morte.
Itzamna era o deus criador, mas também personificava o cosmos e era simultaneamente um deus solar; Kʼinich Ahau, o sol diurno, era um de seus aspectos. Os reis maias frequentemente se identificavam com Kʼinich Ahau. Itzamna também tinha um aspecto de sol noturno, o Jaguar Noturno, representando o sol em sua jornada pelo mundo subterrâneo. Os quatro pawatuns sustentavam os cantos do reino mortal; nos céus, os bacabs desempenhavam a mesma função. Além de seus quatro aspectos principais, os bacabs tinham dezenas de outros aspectos que não são bem compreendidos. Os quatro chaacs eram deuses da tempestade, controlando trovões, relâmpagos e chuvas. Os nove senhores da noite governavam cada um dos reinos do submundo. Outras divindades importantes incluem a deusa da lua, o deus do milho e os gêmeos heróis.

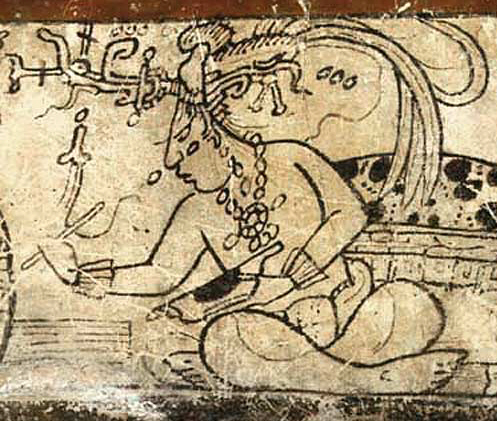
Representação do Deus do milho tonificado como patrono das artes dos escribas (período clássico)

O Popol Vuh foi escrito na escrita latina no início dos tempos coloniais e provavelmente foi transcrito de um livro hieroglífico por um nobre k'iche' maia desconhecido. É uma das obras mais destacadas da literatura indígena nas Américas. O Popul Vuh conta a criação mítica do mundo, a lenda dos gêmeos heróis e a história do reino pós-clássico de K'iche'. As divindades registradas no Popul Vuh incluem Hun-Hunahpú, o deus do milho Kʼiche' e uma tríade de divindades lideradas pelo patrono Tohil de Kʼiche, incluindo também a deusa da lua Awilix e o deus da montanha Jacawitz.
Em comum com outras culturas mesoamericanas, os maias adoravam divindades serpentes emplumadas.Tal adoração era rara durante o período clássico, mas no pós-clássico a serpente emplumada se espalhou para a península de Iucatã e as terras altas da Guatemala. Em iucatã, a divindade da serpente emplumada era Kukulkan, entre os Kʼicheʼ era Qʼuqʼumatz. Kukulkan teve suas origens no período clássico da Serpente de Guerra, Waxaklahun Ubah Kan, e também foi identificado como a versão pós-clássica da Serpente de Visão da arte maia clássica. Embora o culto de Kukulkan tenha suas origens nessas tradições maias anteriores, a adoração de Kukulkan foi fortemente influenciada pelo culto de Quetzalcoatl do México central. Da mesma forma, Qʼuqʼumatz teve uma origem composta, combinando os atributos do Quetzalcoatl mexicano com aspectos do período clássico Itzamna.

## Agricultura

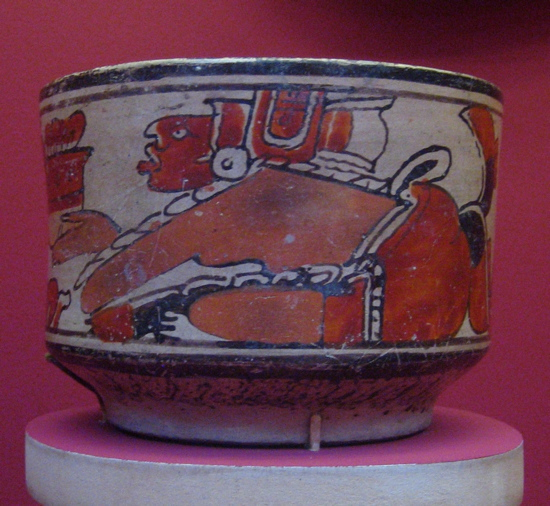
Um cidadão maia comum com oferenda de tamales aos deuses

Os antigos maias tinham diversos e sofisticados métodos de produção de alimentos. Acreditava-se que  a agricultura itinerante fornecia a maior parte de seus alimentos, mas agora se pensa que campos permanentes, terraços, jardinagem intensiva, jardins florestais e pousios administrados também eram cruciais em algumas regiões para apoiar as grandes populações do período clássico De fato, a evidência desses diferentes sistemas agrícolas persiste hoje: campos elevados conectados por canais podem ser vistos em fotografias aéreas. A composição contemporânea de espécies da floresta tropical tem abundância significativamente maior de espécies de valor econômico para os antigos maias em áreas densamente povoadas nos tempos pré-colombianos e os registros de pólen em sedimentos de lago sugerem que milho, mandioca, sementes de girassol, algodão e outros as culturas eram desenvolvidas em associação com o desmatamento na Mesoamérica desde pelo menos 2 500 a.C..
Os alimentos básicos da dieta maia eram milho, feijão e abóbora. Estes eram complementados com uma grande variedade de outras plantas cultivadas em jardins ou colhidas diretamente na floresta. Em Joya de Cerén, uma erupção vulcânica preservou um registro de alimentos armazenados em casas maias, entre eles estavam pimentões e tomates. As sementes de algodão estavam em processo de moagem, talvez para produzir óleo de cozinha. Além de alimentos básicos, os maias também cultivavam safras de prestígio, como algodão, cacau e baunilha. O cacau era especialmente valorizado pela elite, que consumia bebidas à base de chocolate. O algodão era fiado, tingido e tecido em panos valiosos para serem comercializados.
Os maias tinham poucos animais domésticos; os cães foram domesticados por volta de 3 000 a.C., enquanto que o pato-selvagem foi domesticado no período pós-clássico tardio. A espécie de peru Meleagris ocellata era inadequada para a domesticação, mas exemplares eram recolhidos na selva e confinados para engorda. Todos estes foram usados como animais de alimentação; os cães também eram usados para a caça. É possível que veados também tenham sido confinados e engordados.

## Patrimônio histórico

### Museus

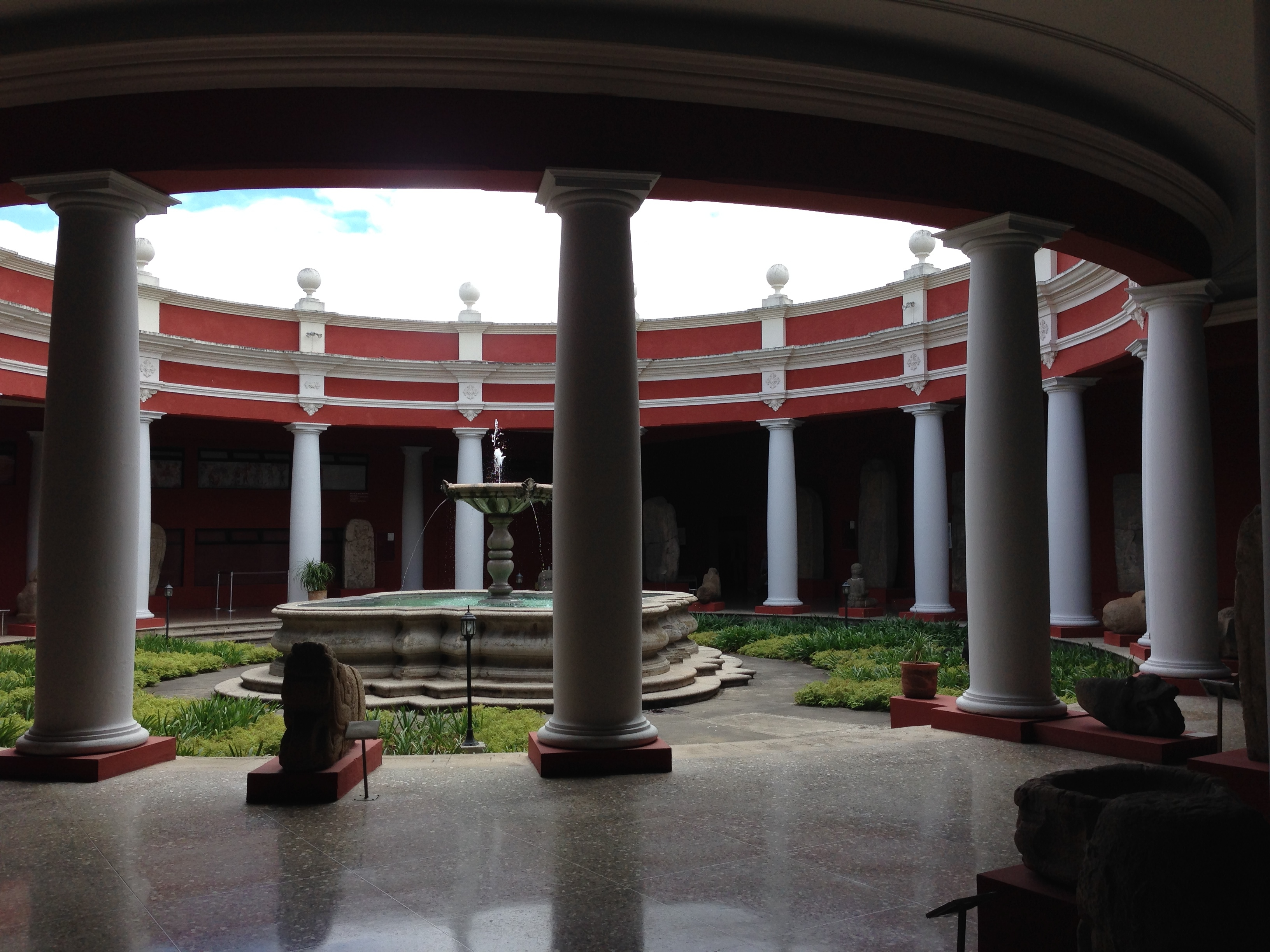
O Museo Nacional de Arqueología y Etnología, na Cidade da Guatemala

Existem muitos museus em todo o mundo com artefatos maias em suas coleções. A Fundação para o Avanço dos Estudos Mesoamericanos lista mais de 250 museus em seu banco de dados do Museu Maia, enquanto a Associação Europeia de Maianistas lista pouco menos de 50 museus apenas na Europa.

### Sítios arqueológicos
Existem centenas de sítios maias espalhados por cinco países: Belize, El Salvador, Guatemala, Honduras e México. Os seis locais com arquitetura ou escultura particularmente marcantes são Chichén Itzá, Palenque, Uxmal e Yaxchilan no México, Tikal na Guatemala e Copán em Honduras. Outros locais importantes, mas de difícil acesso, incluem Calakmul e El Mirador. Os principais locais na região de Puuc, depois de Uxmal, são Kabah, Labna e Sayil. No leste da Península de Iucatã estão Cobá e o pequeno sítio de Tulum. Os sítios arqueológicos do Río Bec na base da península incluem Becan, Chicanná, Kohunlich e Xpuhil. Os locais mais notáveis em Chiapas, além de Palenque e Yaxchilan, são Bonampak e Toniná. Nas montanhas da Guatemala estão Iximche, Kaminaljuyu, Mixco Viejo e Qʼumarkaj (também conhecido como Utatlán). Nas planícies do norte de Petén, na Guatemala, há muitos locais, embora, além de Tikal, o acesso seja geralmente difícil. Alguns deles são Dos Pilas, Seibal e Uaxactún. Locais importantes em Belize incluem Altun Ha, El Caracol e Xunantunich.